# ライトノベルのアニメ化作品一覧
ライトノベルのアニメ化作品一覧では、ライトノベル（一部、一般文芸も含む。）を原作とするアニメ作品のタイトルを時系列順に並べるものとする。
小説先行のメディアミックスも含まれている。
派生作品（コミカライズが原作（例：ようこそロードス島へ!、涼宮ハルヒちゃんの憂鬱、にょろーんちゅるやさん））からのアニメ化は扱わないがノベライズは可とする（例：新・北斗の拳、Fate/Zero）。
なお、コミカライズが原作でも、派生作品のようなコミカライズオリジナルストーリーではなく原作の内容の漫画化をしている物のアニメ化は加える（例：転生したらスライムだった件、魔王様、リトライ!R）。
文庫化に伴い挿絵をいれライトノベルレーベルから発売された一般文芸作品（例：扉を開けて、ブレイブ・ストーリー、Another、RDG レッドデータガール）も本項にて扱う。
逆に過去にライトノベル系レーベルで出版されたが、ライトノベルではないレーベルに移籍して、その際に内容を改訂（リメイク）している場合は記さない。改訂のない作品は記す（例：GOSICK -ゴシック-、氷菓）。
海外向けのアニメは、日本でも公開された作品のみ掲載（例：バンパイアハンターD、齢5000年の草食ドラゴン、いわれなき邪竜認定）。
テレビアニメでの放送やOVAとして発売が決まっている作品の先行配信や先行劇場公開等は、前述（テレビアニメやOVA）の媒体での記載を優先し、且つ、先行されたのが全話の場合は注釈に先行媒体として記載するが、話数限定の場合は記載しない（例：生徒会の一存 Lv.2、白豚貴族ですが前世の記憶が生えたのでひよこな弟育てます）。
また、再構成版は注釈での記述に留める（例：空の境界、ニンジャスレイヤー スペシャル・エディシヨン版）。

## テレビアニメ

### 1980年代
| 年     | 作品名       | 原作者   | レーベル       | 制作会社       |
| ------ | ------------ | -------- | -------------- | -------------- |
| 1985年 | ダーティペア | 高千穂遙 | ハヤカワ文庫JA | 日本サンライズ |

### 1990年代
| 年     | 作品名                               | 原作者         | レーベル                    | 制作会社                |
| ------ | ------------------------------------ | -------------- | --------------------------- | ----------------------- |
| 1993年 | 無責任艦長タイラー                   | 吉岡平         | 富士見ファンタジア文庫      | タツノコプロ            |
| 1993年 | 海がきこえる                         | 氷室冴子       | 徳間書店                    | スタジオジブリ          |
| 1995年 | スレイヤーズ （第一期）              | 神坂一         | 富士見ファンタジア文庫      | イージー・フイルム      |
| 1996年 | スレイヤーズNEXT （第二期）          | 神坂一         | 富士見ファンタジア文庫      | イージー・フイルム      |
| 1996年 | セイバーマリオネットJ（第一期）      | あかほりさとる | 富士見ファンタジア文庫      | スタジオジュニオ        |
| 1997年 | MAZE☆爆熱時空                        | あかほりさとる | 角川スニーカー文庫          | J.C.STAFF               |
| 1997年 | スレイヤーズTRY （第三期）           | 神坂一         | 富士見ファンタジア文庫      | イージー・フイルム      |
| 1997年 | フォーチュン・クエストL              | 深沢美潮       | 電撃文庫                    | イージー・フイルム      |
| 1998年 | ロードス島戦記-英雄騎士伝-           | 水野良         | 角川スニーカー文庫          | AIC                     |
| 1998年 | ロスト・ユニバース                   | 神坂一         | 富士見ファンタジア文庫      | イージー・フイルム      |
| 1998年 | アリスSOS                            | 中原涼         | 講談社X文庫ティーンズハート | J.C.STAFF               |
| 1998年 | 魔術士オーフェン（第一期）           | 秋田禎信       | 富士見ファンタジア文庫      | J.C.STAFF               |
| 1998年 | セイバーマリオネットJ to X（第二期） | あかほりさとる | 富士見ファンタジア文庫      | ハルフィルムメーカー    |
| 1999年 | 星界の紋章                           | 森岡浩之       | ハヤカワ文庫JA              | サンライズ              |
| 1999年 | ゴクドーくん漫遊記                   | 中村うさぎ     | 角川スニーカー文庫          | トランス・アーツ        |
| 1999年 | それゆけ!宇宙戦艦ヤマモト・ヨーコ    | 庄司卓         | 富士見ファンタジア文庫      | ティーアップ、J.C.STAFF |
| 1999年 | 星方天使エンジェルリンクス           | 伊吹秀明       | 富士見ファンタジア文庫      | サンライズ              |
| 1999年 | 魔術士オーフェン Revenge（第二期）   | 秋田禎信       | 富士見ファンタジア文庫      | J.C.STAFF               |

### 2000年代前半
| 年     | 作品名                                        | 原作者     | レーベル                  | 制作会社           |
| ------ | --------------------------------------------- | ---------- | ------------------------- | ------------------ |
| 2000年 | ブギーポップは笑わない Boogiepop Phantom      | 上遠野浩平 | 電撃文庫                  | マッドハウス       |
| 2001年 | 魔法戦士リウイ                                | 水野良     | 富士見ファンタジア文庫    | J.C.STAFF          |
| 2000年 | シスター・プリンセス（第一期）                | 公野櫻子   | メディアワークス          | ゼクシズ           |
| 2000年 | 星界の戦旗（第一期）                          | 森岡浩之   | ハヤカワ文庫JA            | サンライズ         |
| 2001年 | 星界の戦旗II（第二期）                        | 森岡浩之   | ハヤカワ文庫JA            | サンライズ         |
| 2001年 | SAMURAI GIRL リアルバウトハイスクール         | 雑賀礼史   | 富士見ファンタジア文庫    | GONZO              |
| 2002年 | 炎の蜃気楼                                    | 桑原水菜   | コバルト文庫              | ANIPLEX            |
| 2002年 | フルメタル・パニック! （第一期）              | 賀東招二   | 富士見ファンタジア文庫    | GONZO              |
| 2002年 | 十二国記                                      | 小野不由美 | 講談社X文庫ホワイトハート | ぴえろ             |
| 2002年 | シスター・プリンセス RePure（第二期）         | 公野櫻子   | メディアワークス          | ゼクシズ           |
| 2003年 | スクラップド・プリンセス                      | 榊一郎     | 富士見ファンタジア文庫    | ボンズ             |
| 2003年 | キノの旅                                      | 時雨沢恵一 | 電撃文庫                  | A.C.G.T            |
| 2003年 | 住めば都のコスモス荘 すっとこ大戦ドッコイダー | 阿智太郎   | 電撃文庫                  | ufotable           |
| 2003年 | フルメタル・パニック? ふもっふ （第二期）     | 賀東招二   | 富士見ファンタジア文庫    | 京都アニメーション |
| 2003年 | R.O.D -THE TV-                                | 倉田英之   | スーパーダッシュ文庫      | J.C.STAFF          |
| 2003年 | まぶらほ                                      | 築地俊彦   | 富士見ファンタジア文庫    | J.C.STAFF          |
| 2004年 | マリア様がみてる（第一期）                    | 今野緒雪   | コバルト文庫              | スタジオディーン   |
| 2004年 | 今日からマ王! （第一期）                      | 喬林知     | 角川ビーンズ文庫          | スタジオディーン   |
| 2004年 | マリア様がみてる 〜春〜（第二期）             | 今野緒雪   | コバルト文庫              | スタジオディーン   |

### 2000年代後半
| 年       | 作品名                                           | 原作者             | レーベル                    | 制作会社                           |
| -------- | ------------------------------------------------ | ------------------ | --------------------------- | ---------------------------------- |
| 2005年   | スターシップ・オペレーターズ                     | 水野良             | 電撃文庫                    | J.C.STAFF                          |
| 2005年   | 今日からマ王!（第二期）                          | 喬林知             | 角川ビーンズ文庫            | スタジオディーン                   |
| 2005年   | トリニティ・ブラッド                             | 吉田直             | 角川スニーカー文庫          | GONZO                              |
| 2005年   | ぺとぺとさん                                     | 木村航             | ファミ通文庫                | XEBEC M2                           |
| 2005年   | フルメタル・パニック! The Second Raid （第三期） | 賀東招二           | 富士見ファンタジア文庫      | 京都アニメーション                 |
| 2005年   | はっぴぃセブン 〜ざ・テレビまんが〜              | 川崎ヒロユキ       | スーパーダッシュ文庫        | トライネット、スタジオ雲雀         |
| 2005年   | 灼眼のシャナ （第一期）                          | 高橋弥七郎         | 電撃文庫                    | J.C.STAFF                          |
| 2005年   | 銀盤カレイドスコープ                             | 海原零             | スーパーダッシュ文庫        | カラク                             |
| 2006年   | 陰からマモル!                                    | 阿智太郎           | MF文庫J                     | グループ・タック                   |
| 2006年   | 半分の月がのぼる空                               | 橋本紡             | 電撃文庫                    | グループ・タック                   |
| 2006年   | ゼロの使い魔 （第一期）                          | ヤマグチノボル     | MF文庫J                     | J.C.STAFF                          |
| 2006年   | しにがみのバラッド。                             | ハセガワケイスケ   | 電撃文庫                    | グループ・タック                   |
| 2006年   | 吉永さん家のガーゴイル                           | 田口仙年堂         | ファミ通文庫                | トライネット、スタジオ雲雀         |
| 2006年   | 涼宮ハルヒの憂鬱 （第一期）                      | 谷川流             | 角川スニーカー文庫          | 京都アニメーション                 |
| 2006年   | Strawberry Panic                                 | 公野櫻子           | メディアワークス            | マッドハウス                       |
| 2006年   | いぬかみっ!                                      | 有沢まみず         | 電撃文庫                    | セブン・アークス                   |
| 2006年   | 西の善き魔女                                     | 荻原規子           | C★NOVELSファンタジア        | ハルフィルムメーカー               |
| 2006年   | 彩雲国物語 （第一期）                            | 雪乃紗衣           | 角川ビーンズ文庫            | マッドハウス                       |
| 2006年   | ザ・サード                                       | 星野亮             | 富士見ファンタジア文庫      | XEBEC                              |
| 2006年   | 神様家族                                         | 桑島由一           | MF文庫J                     | 東映アニメーション                 |
| 2006年   | N・H・Kにようこそ!                               | 滝本竜彦           | 角川文庫                    | GONZO                              |
| 2006年   | BLACK BLOOD BROTHERS                             | あざの耕平         | 富士見ファンタジア文庫      | スタジオ・ライブ、グループ・タック |
| 2006年   | ゴーストハント                                   | 小野不由美         | 講談社X文庫ティーンズハート | J.C.STAFF                          |
| 2006年   | 少年陰陽師                                       | 結城光流           | 角川ビーンズ文庫            | スタジオディーン                   |
| 2006年   | 護くんに女神の祝福を!                            | 岩田洋季           | 電撃文庫                    | ZEXCS                              |
| 2006年   | 銀色のオリンシス                                 | 雨宮ひとみ         | 電撃文庫                    | 東映アニメーション                 |
| 2007年   | ロケットガール                                   | 野尻抱介           | 富士見ファンタジア文庫      | ムークDLE                          |
| 2007年   | 神曲奏界ポリフォニカ（第一期）                   | 榊一郎             | GA文庫                      | 銀画屋                             |
| 2007年   | 彩雲国物語 （第二期）                            | 雪乃紗衣           | 角川ビーンズ文庫            | マッドハウス                       |
| 2007年   | 風の聖痕                                         | 山門敬弘           | 富士見ファンタジア文庫      | GONZO                              |
| ムシウタ | 岩井恭平                                         | 角川スニーカー文庫 | ビートフロッグ              |                                    |
| 2007年   | ゼロの使い魔 〜双月の騎士〜（第二期）            | ヤマグチノボル     | MF文庫J                     | J.C.STAFF                          |
| 2007年   | バッカーノ!                                      | 成田良悟           | 電撃文庫                    | ブレインズ・ベース                 |
| 2007年   | ナイトウィザード The Animation                   | 菊池たけし         | ファミ通文庫                | ハルフィルムメーカー               |
| 2007年   | ご愁傷さま二ノ宮くん                             | 鈴木大輔           | 富士見ファンタジア文庫      | AICスピリッツ                      |
| 2007年   | 灼眼のシャナII（第二期）                         | 高橋弥七郎         | 電撃文庫                    | J.C.STAFF                          |
| 2007年   | レンタルマギカ                                   | 三田誠             | 角川スニーカー文庫          | ZEXCS                              |
| 2008年   | シゴフミ                                         | 雨宮諒             | 電撃文庫                    | J.C.STAFF                          |
| 2008年   | 狼と香辛料 （第一期）                            | 支倉凍砂           | 電撃文庫                    | IMAGIN                             |
| 2008年   | 今日からマ王!（第三期）                          | 喬林知             | 角川ビーンズ文庫            | スタジオディーン                   |
| 2008年   | アリソンとリリア                                 | 時雨沢恵一         | 電撃文庫                    | マッドハウス                       |
| 2008年   | 紅                                               | 片山憲太郎         | スーパーダッシュ文庫        | ZEXCS                              |
| 2008年   | かのこん                                         | 西野かつみ         | MF文庫J                     | XEBEC                              |
| 2008年   | 我が家のお稲荷さま。                             | 柴村仁             | 電撃文庫                    | ZEXCS                              |
| 2008年   | 図書館戦争                                       | 有川浩             | 電撃の単行本                | Production I.G                     |
| 2008年   | 狂乱家族日記                                     | 日日日             | ファミ通文庫                | ノーマッド                         |
| 2008年   | スレイヤーズREVOLUTION （第四期）                | 神坂一             | 富士見ファンタジア文庫      | J.C.STAFF                          |
| 2008年   | 薬師寺涼子の怪奇事件簿                           | 田中芳樹           | 講談社ノベルス              | 動画工房                           |
| 2008年   | ゼロの使い魔 〜三美姫の輪舞〜（第三期）          | ヤマグチノボル     | MF文庫J                     | J.C.STAFF                          |
| 2008年   | 乃木坂春香の秘密 （第一期）                      | 五十嵐雄策         | 電撃文庫                    | ディオメディア                     |
| 2008年   | とらドラ!                                        | 竹宮ゆゆこ         | 電撃文庫                    | J.C.STAFF                          |
| 2008年   | とある魔術の禁書目録 （第一期）                  | 鎌池和馬           | 電撃文庫                    | J.C.STAFF                          |
| 2008年   | まかでみ・WAっしょい!                            | 榊一郎             | ファミ通文庫                | ZEXCS                              |
| 2008年   | 伯爵と妖精                                       | 谷瑞恵             | コバルト文庫                | アートランド                       |
| 2008年   | タイタニア                                       | 田中芳樹           | 講談社文庫                  | アートランド                       |
| 2009年   | マリア様がみてる 4thシーズン（第三期）           | 今野緒雪           | コバルト文庫                | スタジオディーン                   |
| 2009年   | アキカン!                                        | 藍上陸             | スーパーダッシュ文庫        | ブレインズ・ベース                 |
| 2009年   | 鋼殻のレギオス                                   | 雨木シュウスケ     | 富士見ファンタジア文庫      | ZEXCS                              |
| 2009年   | スレイヤーズEVOLUTION-R （第五期）               | 神坂一             | 富士見ファンタジア文庫      | J.C.STAFF                          |
| 2009年   | アスラクライン （第一期）                        | 三雲岳斗           | 電撃文庫                    | セブン・アークス                   |
| 2009年   | 涼宮ハルヒの憂鬱 （第二期）                      | 谷川流             | 角川スニーカー文庫          | 京都アニメーション                 |
| 2009年   | 神曲奏界ポリフォニカ クリムゾンS（第二期）       | 榊一郎             | GA文庫                      | ディオメディア                     |
| 2009年   | グイン・サーガ                                   | 栗本薫             | ハヤカワ文庫JA              | サテライト                         |
| 2009年   | 大正野球娘。                                     | 神楽坂淳           | トクマ・ノベルズedge        | J.C.STAFF                          |
| 2009年   | 化物語（第一期）                                 | 西尾維新           | 講談社BOX                   | シャフト                           |
| 2009年   | 狼と香辛料II（第二期）                           | 支倉凍砂           | 電撃文庫                    | ブレインズ・ベース                 |
| 2009年   | よくわかる現代魔法                               | 桜坂洋             | スーパーダッシュ文庫        | ノーマッド                         |
| 2009年   | アスラクライン2（第二期）                        | 三雲岳斗           | 電撃文庫                    | セブン・アークス                   |
| 2009年   | 戦う司書 The Book of Bantorra                    | 山形石雄           | スーパーダッシュ文庫        | david production                   |
| 2009年   | けんぷファー                                     | 築地俊彦           | MF文庫J                     | ノーマッド                         |
| 2009年   | 生徒会の一存（第一期）                           | 葵せきな           | 富士見ファンタジア文庫      | スタジオディーン                   |
| 2009年   | 聖剣の刀鍛冶                                     | 三浦勇雄           | MF文庫J                     | マングローブ                       |
| 2009年   | 乃木坂春香の秘密 ぴゅあれっつぁ♪ （第二期）      | 五十嵐雄策         | 電撃文庫                    | ディオメディア                     |

### 2010年代前半
| 年     | 作品名                                                       | 原作者                                       | レーベル               | 制作会社                             |
| ------ | ------------------------------------------------------------ | -------------------------------------------- | ---------------------- | ------------------------------------ |
| 2010年 | れでぃ×ばと!                                                 | 上月司                                       | 電撃文庫               | XEBEC                                |
| 2010年 | バカとテストと召喚獣 （第一期）                              | 井上堅二                                     | ファミ通文庫           | SILVER LINK.                         |
| 2010年 | デュラララ!!（第一期）                                       | 成田良悟                                     | 電撃文庫               | ブレインズ・ベース                   |
| 2010年 | 刀語                                                         | 西尾維新                                     | 講談社BOX              | WHITE FOX                            |
| 2010年 | いちばんうしろの大魔王                                       | 水城正太郎                                   | HJ文庫                 | アートランド                         |
| 2010年 | 迷い猫オーバーラン!                                          | 松智洋                                       | スーパーダッシュ文庫   | AIC                                  |
| 2010年 | オオカミさんと七人の仲間たち                                 | 沖田雅                                       | 電撃文庫               | J.C.STAFF                            |
| 2010年 | 伝説の勇者の伝説                                             | 鏡貴也                                       | 富士見ファンタジア文庫 | ZEXCS                                |
| 2010年 | あそびにいくヨ!                                              | 神野オキナ                                   | MF文庫J                | AIC PLUS+                            |
| 2010年 | えむえむっ!                                                  | 松野秋鳴                                     | MF文庫J                | XEBEC                                |
| 2010年 | 俺の妹がこんなに可愛いわけがない（第一期）                   | 伏見つかさ                                   | 電撃文庫               | AIC Build                            |
| 2010年 | 百花繚乱 SAMURAI GIRLS（第一期）                             | すずきあきら                                 | HJ文庫                 | アームス                             |
| 2010年 | とある魔術の禁書目録II（第二期）                             | 鎌池和馬                                     | 電撃文庫               | J.C.STAFF                            |
| 2010年 | 這いよる! ニャルアニ リメンバー・マイ・ラブ （クラフト先生） | 逢空万太                                     | GA文庫                 | DLE                                  |
| 2011年 | IS 〈インフィニット・ストラトス〉（第一期）                  | 弓弦イズル                                   | MF文庫J                | エイトビット                         |
| 2011年 | GOSICK -ゴシック-                                            | 桜庭一樹                                     | 角川文庫               | ボンズ                               |
| 2011年 | これはゾンビですか?（第一期）                                | 木村心一                                     | 富士見ファンタジア文庫 | スタジオディーン                     |
| 2011年 | ドラゴンクライシス!                                          | 城崎火也                                     | スーパーダッシュ文庫   | スタジオディーン                     |
| 2011年 | けんぷファー für die Liebe（特別編）                         | 築地俊彦                                     | MF文庫J                | NOMAD                                |
| 2011年 | 電波女と青春男                                               | 入間人間                                     | 電撃文庫               | シャフト                             |
| 2011年 | 緋弾のアリア                                                 | 赤松中学                                     | MF文庫J                | J.C.STAFF                            |
| 2011年 | ロウきゅーぶ!（第一期）                                      | 蒼山サグ                                     | 電撃文庫               | project No.9、Studio Blanc           |
| 2011年 | 神様のメモ帳                                                 | 杉井光                                       | 電撃文庫               | J.C.STAFF                            |
| 2011年 | バカとテストと召喚獣にっ!（第二期）                          | 井上堅二                                     | ファミ通文庫           | SILVER LINK.                         |
| 2011年 | まよチキ!                                                    | あさのハジメ                                 | MF文庫J                | feel.                                |
| 2011年 | いつか天魔の黒ウサギ                                         | 鏡貴也                                       | 富士見ファンタジア文庫 | ZEXCS                                |
| 2011年 | R-15                                                         | 伏見ひろゆき                                 | 角川スニーカー文庫     | AIC                                  |
| 2011年 | ダンタリアンの書架                                           | 三雲岳斗                                     | 角川スニーカー文庫     | GAINAX                               |
| 2011年 | C3 -シーキューブ-                                            | 水瀬葉月                                     | 電撃文庫               | SILVER LINK.                         |
| 2011年 | Fate/Zero（第一期）                                          | 虚淵玄                                       | 星海社文庫             | ufotable                             |
| 2011年 | 境界線上のホライゾン（第一期）                               | 川上稔                                       | 電撃文庫               | サンライズ                           |
| 2011年 | 灼眼のシャナIII-FINAL- （第三期）                            | 高橋弥七郎                                   | 電撃文庫               | J.C.STAFF                            |
| 2011年 | 僕は友達が少ない（第一期）                                   | 平坂読                                       | MF文庫J                | AIC Build                            |
| 2011年 | ベン・トー                                                   | アサウラ                                     | スーパーダッシュ文庫   | david production                     |
| 2012年 | ハイスクールD×D（第一期）                                    | 石踏一榮                                     | 富士見ファンタジア文庫 | ティー・エヌ・ケー                   |
| 2012年 | ゼロの使い魔F（第四期）                                      | ヤマグチノボル                               | MF文庫J                | J.C.STAFF                            |
| 2012年 | 偽物語（第二期）                                             | 西尾維新                                     | 講談社BOX              | シャフト                             |
| 2012年 | モーレツ宇宙海賊                                             | 笹本祐一                                     | 朝日ノベルズ           | サテライト                           |
| 2012年 | Another                                                      | 綾辻行人                                     | 角川スニーカー文庫     | P.A.WORKS                            |
| 2012年 | パパのいうことを聞きなさい!                                  | 松智洋                                       | スーパーダッシュ文庫   | feel.                                |
| 2012年 | これはゾンビですか? オブ・ザ・デッド（第二期）               | 木村心一                                     | 富士見ファンタジア文庫 | スタジオディーン                     |
| 2012年 | アクセル・ワールド                                           | 川原礫                                       | 電撃文庫               | サンライズ                           |
| 2012年 | Fate/Zero（第二期）                                          | 虚淵玄                                       | 星海社文庫             | ufotable                             |
| 2012年 | 這いよれ! ニャル子さん（第一期）                             | 逢空万太                                     | GA文庫                 | XEBEC                                |
| 2012年 | 氷菓                                                         | 米澤穂信                                     | 角川文庫               | 京都アニメーション                   |
| 2012年 | 人類は衰退しました                                           | 田中ロミオ                                   | ガガガ文庫             | AIC ASTA                             |
| 2012年 | トータル・イクリプス                                         | 吉宗鋼紀                                     | ファミ通文庫           | ixtl、サテライト                     |
| 2012年 | この中に1人、妹がいる!                                       | 田口一                                       | MF文庫J                | Studio五組                           |
| 2012年 | はぐれ勇者の鬼畜美学                                         | 上栖綴人                                     | HJ文庫                 | アームス                             |
| 2012年 | だから僕は、Hができない。                                    | 橘ぱん                                       | 富士見ファンタジア文庫 | feel.                                |
| 2012年 | カンピオーネ! 〜まつろわぬ神々と神殺しの魔王〜               | 丈月城                                       | スーパーダッシュ文庫   | ディオメディア                       |
| 2012年 | 境界線上のホライゾンII（第二期）                             | 川上稔                                       | 電撃文庫               | サンライズ                           |
| 2012年 | ソードアート・オンライン（第一期）                           | 川原礫                                       | 電撃文庫               | A-1 Pictures                         |
| 2012年 | ココロコネクト                                               | 庵田定夏                                     | ファミ通文庫           | SILVER LINK.                         |
| 2012年 | 織田信奈の野望                                               | 春日みかげ                                   | GA文庫                 | Studio五組×マッドハウス              |
| 2012年 | 中二病でも恋がしたい！（第一期）                             | 虎虎                                         | KAエスマ文庫           | 京都アニメーション                   |
| 2012年 | お兄ちゃんだけど愛さえあれば関係ないよねっ                   | 鈴木大輔                                     | MF文庫J                | シルバーリンク                       |
| 2012年 | さくら荘のペットな彼女                                       | 鴨志田一                                     | 電撃文庫               | J.C.STAFF                            |
| 2012年 | 猫物語（黒）（特番）                                         | 西尾維新                                     | 講談社BOX              | シャフト                             |
| 2013年 | まおゆう魔王勇者                                             | 橙乃ままれ                                   | エンターブレイン       | アームス                             |
| 2013年 | 俺の彼女と幼なじみが修羅場すぎる                             | 裕時悠示                                     | GA文庫                 | A-1 Pictures                         |
| 2013年 | 生徒会の一存 Lv.2（第二期）                                  | 葵せきな                                     | 富士見ファンタジア文庫 | AIC                                  |
| 2013年 | GJ部                                                         | 新木伸                                       | ガガガ文庫             | 動画工房                             |
| 2013年 | ささみさん@がんばらない                                      | 日日日                                       | ガガガ文庫             | シャフト                             |
| 2013年 | 僕は友達が少ないNEXT（第二期）                               | 平坂読                                       | MF文庫J                | AIC Build                            |
| 2013年 | 問題児たちが異世界から来るそうですよ?                        | 竜ノ湖太郎                                   | 角川スニーカー文庫     | ディオメディア                       |
| 2013年 | RDG レッドデータガール                                       | 荻原規子                                     | 角川スニーカー文庫     | P.A.WORKS                            |
| 2013年 | はたらく魔王さま！（第一期）                                 | 和ヶ原聡司                                   | 電撃文庫               | WHITE FOX                            |
| 2013年 | やはり俺の青春ラブコメはまちがっている。（第一期）           | 渡航                                         | ガガガ文庫             | ブレインズ・ベース                   |
| 2013年 | 百花繚乱 サムライブライド（第二期）                          | すずきあきら                                 | HJ文庫                 | アームス                             |
| 2013年 | デート・ア・ライブ（第一期）                                 | 橘公司                                       | 富士見ファンタジア文庫 | AIC PLUS+                            |
| 2013年 | 俺の妹がこんなに可愛いわけがない。（第二期）                 | 伏見つかさ                                   | 電撃文庫               | A-1 Pictures                         |
| 2013年 | 這いよれ! ニャル子さんW（第二期）                            | 逢空万太                                     | GA文庫                 | XEBEC                                |
| 2013年 | 変態王子と笑わない猫。                                       | さがら総                                     | MF文庫J                | J.C.STAFF                            |
| 2013年 | 犬とハサミは使いよう                                         | 更伊俊介                                     | ファミ通文庫           | GONZO                                |
| 2013年 | BROTHERS CONFLICT                                            | 叶瀬あつこ（企画・原案）水野隆志（シナリオ） | シルフコミックス       | ブレインズ・ベース                   |
| 2013年 | Free!（第一期）                                              | おおじこうじ                                 | KAエスマ文庫           | 京都アニメーション、アニメーションDo |
| 2013年 | ロウきゅーぶ!SS（第二期）                                    | 蒼山サグ                                     | 電撃文庫               | project No.9                         |
| 2013年 | 〈物語〉シリーズ セカンドシーズン（第三期）                  | 西尾維新                                     | 講談社BOX              | シャフト                             |
| 2013年 | 神さまのいない日曜日                                         | 入江君人                                     | 富士見ファンタジア文庫 | マッドハウス                         |
| 2013年 | ハイスクールD×D NEW（第二期）                                | 石踏一榮                                     | 富士見ファンタジア文庫 | ティー・エヌ・ケー                   |
| 2013年 | 境界の彼方                                                   | 鳥居なごむ                                   | KAエスマ文庫           | 京都アニメーション                   |
| 2013年 | アウトブレイク・カンパニー                                   | 榊一郎                                       | 講談社ラノベ文庫       | feel.                                |
| 2013年 | IS 〈インフィニット・ストラトス〉 2（第二期）                | 弓弦イズル                                   | オーバーラップ文庫     | エイトビット                         |
| 2013年 | ゴールデンタイム                                             | 竹宮ゆゆこ                                   | 電撃文庫               | J.C.STAFF                            |
| 2013年 | ストライク・ザ・ブラッド                                     | 三雲岳斗                                     | 電撃文庫               | SILVER LINK. / CONNECT               |
| 2013年 | 勇者になれなかった俺はしぶしぶ就職を決意しました。           | 左京潤                                       | 富士見ファンタジア文庫 | アスリード                           |
| 2013年 | ログ・ホライズン（第一期）                                   | 橙乃ままれ                                   | エンターブレイン       | サテライト                           |
| 2013年 | 機巧少女は傷つかない                                         | 海冬レイジ                                   | MF文庫J                | Lerche                               |
| 2013年 | 東京レイヴンズ                                               | あざの耕平                                   | 富士見ファンタジア文庫 | エイトビット                         |
| 2013年 | 俺の脳内選択肢が、学園ラブコメを全力で邪魔している           | 春日部タケル                                 | 角川スニーカー文庫     | ディオメディア                       |
| 2013年 | ソードアート・オンライン Extra Edition（特番）               | 川原礫                                       | 電撃文庫               | A-1 Pictures                         |
| 2014年 | とある飛空士への恋歌                                         | 犬村小六                                     | ガガガ文庫             | TMS/3xCube                           |
| 2014年 | 中二病でも恋がしたい!戀（第二期）                            | 虎虎                                         | KAエスマ文庫           | 京都アニメーション                   |
| 2014年 | 魔法戦争                                                     | スズキヒサシ                                 | MF文庫J                | マッドハウス                         |
| 2014年 | のうりん                                                     | 白鳥士郎                                     | GA文庫                 | SILVER LINK.                         |
| 2014年 | 星刻の竜騎士                                                 | 瑞智士記                                     | MF文庫J                | C-Station                            |
| 2014年 | 魔法科高校の劣等生（第一期）                                 | 佐島勤                                       | 電撃文庫               | マッドハウス                         |
| 2014年 | 彼女がフラグをおられたら                                     | 竹井10日                                     | 講談社ラノベ文庫       | フッズエンタテインメント             |
| 2014年 | ブラック・ブレット                                           | 神崎紫電                                     | 電撃文庫               | キネマシトラス                       |
| 2014年 | ノーゲーム・ノーライフ                                       | 榎宮祐                                       | MF文庫J                | マッドハウス                         |
| 2014年 | 棺姫のチャイカ（第一期）                                     | 榊一郎                                       | 富士見ファンタジア文庫 | ボンズ                               |
| 2014年 | 龍ヶ嬢七々々の埋蔵金                                         | 鳳乃一真                                     | ファミ通文庫           | A-1 Pictures                         |
| 2014年 | デート・ア・ライブII（第二期）                               | 橘公司                                       | 富士見ファンタジア文庫 | プロダクションアイムズ               |
| 2014年 | メカクシティアクターズ                                       | じん（自然の敵P）                            | KCG文庫                | シャフト                             |
| 2014年 | GJ部@（特番）                                                | 新木伸                                       | ガガガ文庫             | 動画工房                             |
| 2014年 | Free!-Eternal Summer-（第二期）                              | おおじこうじ                                 | KAエスマ文庫           | 京都アニメーション、アニメーションDo |
| 2014年 | RAIL WARS!                                                   | 豊田巧                                       | 創芸社クリア文庫       | パッショーネ                         |
| 2014年 | ソードアート・オンラインII（第二期）                         | 川原礫                                       | 電撃文庫               | A-1 Pictures                         |
| 2014年 | 人生相談テレビアニメーション「人生」                         | 川岸殴魚                                     | ガガガ文庫             | feel.                                |
| 2014年 | 六畳間の侵略者!?                                             | 健速                                         | HJ文庫                 | SILVER LINK.                         |
| 2014年 | 精霊使いの剣舞                                               | 志瑞祐                                       | MF文庫J                | ティー・エヌ・ケー                   |
| 2014年 | 〈物語〉シリーズ セカンドシーズン 花物語（特番）             | 西尾維新                                     | 講談社BOX              | シャフト                             |
| 2014年 | ログ・ホライズン（第二期）                                   | 橙乃ままれ                                   | エンターブレイン       | スタジオディーン                     |
| 2014年 | 魔弾の王と戦姫                                               | 川口士                                       | MF文庫J                | サテライト                           |
| 2014年 | 異能バトルは日常系のなかで                                   | 望公太                                       | GA文庫                 | TRIGGER                              |
| 2014年 | 甘城ブリリアントパーク                                       | 賀東招二                                     | 富士見ファンタジア文庫 | 京都アニメーション                   |
| 2014年 | 棺姫のチャイカ AVENGING BATTLE（第二期）                     | 榊一郎                                       | 富士見ファンタジア文庫 | ボンズ                               |
| 2014年 | 俺、ツインテールになります。                                 | 水沢夢                                       | ガガガ文庫             | プロダクションアイムズ               |
| 2014年 | 憑物語（特番）                                               | 西尾維新                                     | 講談社BOX              | シャフト                             |

### 2010年代後半
| 年     | 作品名                                                                            | 原作者                                           | レーベル                                                          | 制作会社                       |
| ------ | --------------------------------------------------------------------------------- | ------------------------------------------------ | ----------------------------------------------------------------- | ------------------------------ |
| 2015年 | アブソリュート・デュオ                                                            | 柊★たくみ                                        | MF文庫J                                                           | エイトビット                   |
| 2015年 | 新妹魔王の契約者（第一期）                                                        | 上栖綴人                                         | 角川スニーカー文庫                                                | プロダクションアイムズ         |
| 2015年 | 冴えない彼女の育てかた（第一期）                                                  | 丸戸史明                                         | 富士見ファンタジア文庫                                            | A-1 Pictures                   |
| 2015年 | 銃皇無尽のファフニール                                                            | ツカサ                                           | 講談社ラノベ文庫                                                  | ディオメディア                 |
| 2015年 | デュラララ!!×2 承（第二期・分割第一部）                                           | 成田良悟                                         | 電撃文庫                                                          | 朱夏                           |
| 2015年 | 聖剣使いの禁呪詠唱                                                                | あわむら赤光                                     | GA文庫                                                            | ディオメディア                 |
| 2015年 | やはり俺の青春ラブコメはまちがっている。続（第二期）                              | 渡航                                             | ガガガ文庫                                                        | feel.                          |
| 2015年 | ダンジョンに出会いを求めるのは間違っているだろうか（第一期）                      | 大森藤ノ                                         | GA文庫                                                            | J.C.STAFF                      |
| 2015年 | ハイスクールD×D BorN（第三期）                                                    | 石踏一榮                                         | 富士見ファンタジア文庫                                            | ティー・エヌ・ケー             |
| 2015年 | アルスラーン戦記（第一期）                                                        | 田中芳樹                                         | カッパ・ノベルス                                                  | ライデンフィルム、サンジゲン   |
| 2015年 | ミカグラ学園組曲                                                                  | Last Note.                                       | MF文庫J                                                           | 動画工房                       |
| 2015年 | ケイオスドラゴン 赤竜戦役                                                         | 三田誠、他                                       | 星海社FICTIONS                                                    | SILVER LINK./CONNECT           |
| 2015年 | GATE 自衛隊 彼の地にて、斯く戦えり（第一期）                                      | 柳内たくみ                                       | アルファポリス                                                    | A-1 Pictures                   |
| 2015年 | 下ネタという概念が存在しない退屈な世界                                            | 赤城大空                                         | ガガガ文庫                                                        | J.C.STAFF                      |
| 2015年 | デュラララ!!×2 転（第二期・分割第二部）                                           | 成田良悟                                         | 電撃文庫                                                          | 朱夏                           |
| 2015年 | 六花の勇者                                                                        | 山形石雄                                         | ダッシュエックス文庫                                              | パッショーネ                   |
| 2015年 | オーバーロード（第一期）                                                          | 丸山くがね                                       | エンターブレイン                                                  | マッドハウス                   |
| 2015年 | 空戦魔導士候補生の教官                                                            | 諸星悠                                           | 富士見ファンタジア文庫                                            | ディオメディア                 |
| 2015年 | ランス・アンド・マスクス                                                          | 子安秀明                                         | ぽにきゃんBOOKS                                                   | Studio五組                     |
| 2015年 | ヘヴィーオブジェクト                                                              | 鎌池和馬                                         | 電撃文庫                                                          | J.C.STAFF                      |
| 2015年 | 学戦都市アスタリスク（第一期）                                                    | 三屋咲ゆう                                       | MF文庫J                                                           | A-1 Pictures                   |
| 2015年 | 落第騎士の英雄譚                                                                  | 海空りく                                         | GA文庫                                                            | SILVER LINK.、Nexus            |
| 2015年 | 終物語（第四期・分割第一部）                                                      | 西尾維新                                         | 講談社BOX                                                         | シャフト                       |
| 2015年 | 緋弾のアリアAA                                                                    | 赤松中学                                         | MF文庫J                                                           | 動画工房                       |
| 2015年 | 俺がお嬢様学校に「庶民サンプル」としてゲッツされた件                              | 七月隆文                                         | 一迅社文庫                                                        | SILVER LINK.                   |
| 2015年 | 対魔導学園35試験小隊                                                              | 柳実冬貴                                         | 富士見ファンタジア文庫                                            | SILVER LINK.                   |
| 2015年 | 新妹魔王の契約者 BURST（第二期）                                                  | 上栖綴人                                         | 角川スニーカー文庫                                                | プロダクションアイムズ         |
| 2016年 | プリンス・オブ・ストライド                                                        | 曽我部修司（原作）、永川成基、麻日珱（テキスト） | シルフコミックス                                                  | マッドハウス                   |
| 2016年 | 無彩限のファントム・ワールド                                                      | 秦野宗一郎                                       | KAエスマ文庫                                                      | 京都アニメーション             |
| 2016年 | GATE 自衛隊 彼の地にて、斯く戦えり（第二期）                                      | 柳内たくみ                                       | アルファポリス                                                    | A-1 Pictures                   |
| 2016年 | デュラララ!!×2 結（第二期・分割第三部）                                           | 成田良悟                                         | 電撃文庫                                                          | 朱夏                           |
| 2016年 | 灰と幻想のグリムガル                                                              | 十文字青                                         | オーバーラップ文庫                                                | A-1 Pictures                   |
| 2016年 | シュヴァルツェスマーケン                                                          | 内田弘樹                                         | ファミ通文庫                                                      | ixtl×LIDENFILMS                |
| 2016年 | 最弱無敗の神装機竜                                                                | 明月千里                                         | GA文庫                                                            | ラルケ                         |
| 2016年 | この素晴らしい世界に祝福を!（第一期）                                             | 暁なつめ                                         | 角川スニーカー文庫                                                | スタジオ ディーン              |
| 2016年 | 学戦都市アスタリスク（第二期）                                                    | 三屋咲ゆう                                       | MF文庫J                                                           | A-1 Pictures                   |
| 2016年 | Re:ゼロから始める異世界生活（第一期）                                             | 長月達平                                         | MF文庫J                                                           | WHITE FOX                      |
| 2016年 | ハンドレッド                                                                      | 箕崎准                                           | GA文庫                                                            | プロダクションアイムズ         |
| 2016年 | ネトゲの嫁は女の子じゃないと思った?                                               | 聴猫芝居                                         | 電撃文庫                                                          | project No.9                   |
| 2016年 | アルスラーン戦記 風塵乱舞（第二期）                                               | 田中芳樹                                         | カッパ・ノベルス                                                  | ライデンフィルム               |
| 2016年 | 魔装学園H×H                                                                       | 久慈マサムネ                                     | 角川スニーカー文庫                                                | プロダクションアイムズ         |
| 2016年 | ねじ巻き精霊戦記 天鏡のアルデラミン                                               | 宇野朴人                                         | 電撃文庫                                                          | マッドハウス                   |
| 2016年 | プロジェクト・クオリディア                                                        | Speakeasy（さがら総×橘公司×渡航）                | ダッシュエックス文庫、富士見ファンタジア文庫、MF文庫J、ガガガ文庫 | A-1 Pictures                   |
| 2016年 | 魔法少女育成計画（第一期）                                                        | 遠藤浅蜊                                         | このライトノベルがすごい!文庫                                     | Lerche                         |
| 2016年 | 文豪ストレイドッグス（第二期）                                                    | 朝霧カフカ                                       | 角川ビーンズ文庫                                                  | ボンズ                         |
| 2016年 | ガーリッシュ ナンバー                                                             | 渡航                                             | アスキー・メディアワークス                                        | ディオメディア                 |
| 2016年 | Occultic;Nine -オカルティック・ナイン-                                            | 志倉千代丸                                       | オーバーラップ文庫                                                | A-1 Pictures                   |
| 2017年 | 幼女戦記                                                                          | カルロ・ゼン                                     | エンターブレイン                                                  | NUT                            |
| 2017年 | この素晴らしい世界に祝福を!2（第二期）                                            | 暁なつめ                                         | 角川スニーカー文庫                                                | スタジオディーン               |
| 2017年 | ロクでなし魔術講師と禁忌教典                                                      | 羊太郎                                           | 富士見ファンタジア文庫                                            | ライデンフィルム               |
| 2017年 | サクラダリセット                                                                  | 河野裕                                           | 角川スニーカー文庫                                                | david production               |
| 2017年 | クロックワーク・プラネット                                                        | 榎宮祐、暇奈椿                                   | 講談社ラノベ文庫                                                  | XEBEC                          |
| 2017年 | エロマンガ先生                                                                    | 伏見つかさ                                       | 電撃文庫                                                          | A-1 Pictures                   |
| 2017年 | ゼロから始める魔法の書                                                            | 虎走かける                                       | 電撃文庫                                                          | WHITE FOX                      |
| 2017年 | 終末なにしてますか? 忙しいですか? 救ってもらっていいですか?                       | 枯野瑛                                           | 角川スニーカー文庫                                                | サテライト、C2C                |
| 2017年 | 冴えない彼女の育てかた♭（第二期）                                                 | 丸戸史明                                         | 富士見ファンタジア文庫                                            | A-1 Pictures                   |
| 2017年 | ソード・オラトリア ダンジョンに出会いを求めるのは間違っているだろうか外伝         | 大森藤ノ                                         | GA文庫                                                            | J.C.STAFF                      |
| 2017年 | Fate/Apocrypha                                                                    | 東出祐一郎                                       | TYPE-MOON BOOKS                                                   | A-1 Pictures                   |
| 2017年 | ナイツ&マジック                                                                   | 天酒之瓢                                         | ヒーロー文庫                                                      | エイトビット                   |
| 2017年 | 異世界食堂（第一期）                                                              | 犬塚惇平                                         | ヒーロー文庫                                                      | SILVER LINK.                   |
| 2017年 | 天使の3P!                                                                         | 蒼山サグ                                         | 電撃文庫                                                          | project No.9                   |
| 2017年 | 異世界はスマートフォンとともに。（第一期）                                        | 冬原パトラ                                       | HJノベルス                                                        | プロダクション リード          |
| 2017年 | 無責任ギャラクシー☆タイラー                                                       | 吉岡平                                           | 富士見ファンタジア文庫                                            | アニメーションスタジオ・セブン |
| 2017年 | ようこそ実力至上主義の教室へ（第一期）                                            | 衣笠彰梧                                         | MF文庫J                                                           | Lerche                         |
| 2017年 | ゲーマーズ!                                                                       | 葵せきな                                         | 富士見ファンタジア文庫                                            | パインジャム                   |
| 2017年 | 終物語（第四期・分割第二部）                                                      | 西尾維新                                         | 講談社BOX                                                         | シャフト                       |
| 2017年 | 十二大戦                                                                          | 西尾維新                                         | ジャンプ ジェイ ブックス                                          | グラフィニカ                   |
| 2017年 | キノの旅 -the Beautiful World- the Animated Series（リブート作）                  | 時雨沢恵一                                       | 電撃文庫                                                          | Lerche                         |
| 2017年 | 結城友奈は勇者である -鷲尾須美の章-                                               | タカヒロ                                         | アスキー・メディアワークス                                        | Studio五組                     |
| 2017年 | 妹さえいればいい。                                                                | 平坂読                                           | ガガガ文庫                                                        | SILVER LINK.                   |
| 2018年 | グランクレスト戦記                                                                | 水野良                                           | 富士見ファンタジア文庫                                            | A-1 Pictures                   |
| 2018年 | りゅうおうのおしごと!                                                             | 白鳥士郎                                         | GA文庫                                                            | project NO.9                   |
| 2018年 | オーバーロードII（第二期）                                                        | 丸山くがね                                       | エンターブレイン                                                  | マッドハウス                   |
| 2018年 | ヴァイオレット・エヴァーガーデン                                                  | 暁佳奈                                           | KAエスマ文庫                                                      | 京都アニメーション             |
| 2018年 | メルヘン・メドヘン                                                                | 松智洋・StoryWorks                               | ダッシュエックス文庫                                              | フッズエンタテインメント       |
| 2018年 | デスマーチからはじまる異世界狂想曲                                                | 愛七ひろ                                         | カドカワBOOKS                                                     | SILVER LINK. × CONNECT         |
| 2018年 | 博多豚骨ラーメンズ                                                                | 木崎ちあき                                       | メディアワークス文庫                                              | サテライト                     |
| 2018年 | 銀河英雄伝説 Die Neue These 邂逅                                                  | 田中芳樹                                         | 創元SF文庫                                                        | Production I.G                 |
| 2018年 | されど罪人は竜と踊る                                                              | 浅井ラボ                                         | ガガガ文庫                                                        | セブン・アークス・ピクチャーズ |
| 2018年 | ソードアート・オンライン オルタナティブ ガンゲイル・オンライン（第一期）          | 時雨沢恵一                                       | 電撃文庫                                                          | Studio 3Hz                     |
| 2018年 | ハイスクールD×D HERO（第四期）                                                    | 石踏一榮                                         | 富士見ファンタジア文庫                                            | パッショーネ                   |
| 2018年 | フルメタル・パニック! Invisible Victory（第四期）                                 | 賀東招二                                         | 富士見ファンタジア文庫                                            | XEBEC                          |
| 2018年 | 異世界魔王と召喚少女の奴隷魔術（第一期）                                          | むらさきゆきや                                   | 講談社ラノベ文庫                                                  | 亜細亜堂                       |
| 2018年 | 七星のスバル                                                                      | 田尾典丈                                         | ガガガ文庫                                                        | Lerche                         |
| 2018年 | 百錬の覇王と聖約の戦乙女                                                          | 鷹山誠一                                         | HJ文庫                                                            | EMTスクエアード                |
| 2018年 | オーバーロードIII（第三期）                                                       | 丸山くがね                                       | エンターブレイン                                                  | マッドハウス                   |
| 2018年 | Free!-Dive to the Future-（第三期）                                               | おおじこうじ                                     | KAエスマ文庫                                                      | 京都アニメーション             |
| 2018年 | 転生したらスライムだった件（第一期）                                              | 伏瀬                                             | GCノベルズ                                                        | エイトビット                   |
| 2018年 | 青春ブタ野郎はバニーガール先輩の夢を見ない（第一期）                              | 鴨志田一                                         | 電撃文庫                                                          | CloverWorks                    |
| 2018年 | とある魔術の禁書目録III（第三期）                                                 | 鎌池和馬                                         | 電撃文庫                                                          | J.C.STAFF                      |
| 2018年 | ソードアート・オンライン アリシゼーション（第三期・分割第一部）                   | 川原礫                                           | 電撃文庫                                                          | A-1 Pictures                   |
| 2018年 | ゴブリンスレイヤー（第一期）                                                      | 蝸牛くも                                         | GA文庫                                                            | WHITE FOX                      |
| 2018年 | ユリシーズ ジャンヌ・ダルクと錬金の騎士                                           | 春日みかげ                                       | ダッシュエックス文庫                                              | AXsiZ                          |
| 2018年 | 俺が好きなのは妹だけど妹じゃない                                                  | 恵比須清司                                       | 富士見ファンタジア文庫                                            | NAZ × マギア・ドラグリエ       |
| 2018年 | ツルネ -風舞高校弓道部-（第一期）                                                 | 綾野ことこ                                       | KAエスマ文庫                                                      | 京都アニメーション             |
| 2019年 | ブギーポップは笑わない（リブート作）                                              | 上遠野浩平                                       | 電撃文庫                                                          | マッドハウス                   |
| 2019年 | 盾の勇者の成り上がり（第一期）                                                    | アネコユサギ                                     | MFブックス                                                        | キネマシトラス                 |
| 2019年 | ガーリー・エアフォース                                                            | 夏海公司                                         | 電撃文庫                                                          | サテライト                     |
| 2019年 | デート・ア・ライブIII（第三期）                                                   | 橘公司                                           | 富士見ファンタジア文庫                                            | J.C.STAFF                      |
| 2019年 | 賢者の孫                                                                          | 吉岡剛                                           | ファミ通文庫                                                      | SILVER LINK.                   |
| 2019年 | 続・終物語（第五期）                                                              | 西尾維新                                         | 講談社BOX                                                         | シャフト                       |
| 2019年 | 魔王様、リトライ!（第一期）                                                       | 神埼黒音                                         | Mノベルス                                                         | EKACHI EPILKA                  |
| 2019年 | うちの娘の為ならば、俺はもしかしたら魔王も倒せるかもしれない。                    | CHIROLU                                          | HJノベルス                                                        | MAHO FILM                      |
| 2019年 | ロード・エルメロイII世の事件簿 -魔眼蒐集列車 Grace note-                          | 三田誠                                           | TYPE-MOON BOOKS                                                   | TROYCA                         |
| 2019年 | 可愛ければ変態でも好きになってくれますか?                                         | 花間燈                                           | MF文庫J                                                           | ギークトイズ                   |
| 2019年 | ありふれた職業で世界最強（第一期）                                                | 白米良                                           | オーバーラップ文庫                                                | ASREAD × WHITE FOX             |
| 2019年 | コップクラフト                                                                    | 賀東招二                                         | ガガガ文庫                                                        | ミルパンセ                     |
| 2019年 | 異世界チート魔術師                                                                | 内田健                                           | ヒーロー文庫                                                      | エンカレッジフィルムズ         |
| 2019年 | 通常攻撃が全体攻撃で二回攻撃のお母さんは好きですか?                               | 井中だちま                                       | 富士見ファンタジア文庫                                            | J.C.STAFF                      |
| 2019年 | ダンジョンに出会いを求めるのは間違っているだろうかII（第二期）                    | 大森藤ノ                                         | GA文庫                                                            | J.C.STAFF                      |
| 2019年 | 慎重勇者〜この勇者が俺TUEEEくせに慎重すぎる〜                                     | 土日月                                           | カドカワBOOKS                                                     | WHITE FOX                      |
| 2019年 | 本好きの下剋上 司書になるためには手段を選んでいられません（第一期）               | 香月美夜                                         | TOブックス                                                        | 亜細亜堂                       |
| 2019年 | 俺を好きなのはお前だけかよ                                                        | 駱駝                                             | 電撃文庫                                                          | CONNECT                        |
| 2019年 | 超人高校生たちは異世界でも余裕で生き抜くようです!                                 | 海空りく                                         | GA文庫                                                            | project No.9                   |
| 2019年 | 厨病激発ボーイ                                                                    | 原案：れるりり、原作：藤並みなと                 | 角川ビーンズ文庫                                                  | スタジオディーン               |
| 2019年 | 私、能力は平均値でって言ったよね!                                                 | FUNA                                             | アース・スターノベル                                              | project No.9                   |
| 2019年 | アサシンズプライド                                                                | 天城ケイ                                         | 富士見ファンタジア文庫                                            | EMTスクエアード                |
| 2019年 | ソードアート・オンライン アリシゼーション War of Underworld（第三期・分割第二部） | 川原礫                                           | 電撃文庫                                                          | A-1 Pictures                   |

### 2020年代前半
| 年     | 作品名 | 原作者               | レーベル                              | 制作会社                                     |
| ------ | --- | -------------------- | ------------------------------------- | -------------------------------------------- |
| 2020年 | 魔術士オーフェンはぐれ旅（リブート作第一期）                                                                 | 秋田禎信             | TOブックス                            | スタジオディーン                             |
| 2020年 | 痛いのは嫌なので防御力に極振りしたいと思います。（第一期）                                                   | 夕蜜柑               | カドカワBOOKS                         | SILVER LINK.                                 |
| 2020年 | インフィニット・デンドログラム                                                                               | 海道左近             | HJ文庫                                | NAZ                                          |
| 2020年 | はてな☆イリュージョン                                                                                        | 松智洋               | ダッシュエックス文庫                  | Children's Playground Entertainment          |
| 2020年 | 八男って、それはないでしょう!                                                                                | Y.A                  | MFブックス                            | シンエイ動画／SynergySP                      |
| 2020年 | 乙女ゲームの破滅フラグしかない悪役令嬢に転生してしまった…（第一期）                                          | 山口悟               | 一迅社文庫アイリス                    | SILVER LINK.                                 |
| 2020年 | 本好きの下剋上 司書になるためには手段を選んでいられません（第二期）                                          | 香月美夜             | TOブックス                            | 亜細亜堂                                     |
| 2020年 | 魔王学院の不適合者 〜史上最強の魔王の始祖、転生して子孫たちの学校へ通う〜（第一期）                          | 秋                   | 電撃文庫                              | SILVER LINK.                                 |
| 2020年 | Re:ゼロから始める異世界生活（第二期・分割第一部）                                                            | 長月達平             | MF文庫J                               | WHITE FOX                                    |
| 2020年 | やはり俺の青春ラブコメはまちがっている。完（第三期）                                                         | 渡航                 | ガガガ文庫                            | feel.                                        |
| 2020年 | ソードアート・オンライン アリシゼーション War of Underworld（第三期・分割第三部）                            | 川原礫               | 電撃文庫                              | A-1 Pictures                                 |
| 2020年 | モンスター娘のお医者さん                                                                                     | 折口良乃             | ダッシュエックス文庫                  | アルボアニメーション                         |
| 2020年 | 魔女の旅々                                                                                                   | 白石定規             | GAノベル                              | C2C                                          |
| 2020年 | ダンジョンに出会いを求めるのは間違っているだろうかIII（第三期）                                              | 大森藤ノ             | GA文庫                                | J.C.STAFF                                    |
| 2020年 | 魔法科高校の劣等生 来訪者編（第二期）                                                                        | 佐島勤               | 電撃文庫                              | エイトビット                                 |
| 2020年 | 神達に拾われた男（第一期）                                                                                   | Roy                  | HJノベルス                            | MAHO FILM                                    |
| 2020年 | くまクマ熊ベアー（第一期）                                                                                   | くまなの             | PASH!ブックス                         | EMTスクエアード                              |
| 2020年 | キミと僕の最後の戦場、あるいは世界が始まる聖戦（第一期）                                                     | 細音啓               | 富士見ファンタジア文庫                | SILVER LINK.                                 |
| 2020年 | 安達としまむら                                                                                               | 入間人間             | 電撃文庫                              | 手塚プロダクション                           |
| 2021年 | たとえばラストダンジョン前の村の少年が序盤の街で暮らすような物語                                             | サトウとシオ         | GA文庫                                | ライデンフィルム                             |
| 2021年 | Re:ゼロから始める異世界生活（第二期・分割第二部）                                                            | 長月達平             | MF文庫J                               | WHITE FOX                                    |
| 2021年 | 弱キャラ友崎くん（第一期）                                                                                   | 屋久ユウキ           | ガガガ文庫                            | project No.9                                 |
| 2021年 | 蜘蛛ですが、なにか?                                                                                          | 馬場翁               | カドカワBOOKS                         | ミルパンセ                                   |
| 2021年 | 俺だけ入れる隠しダンジョン                                                                                   | 瀬戸メグル           | Kラノベブックス                       | オクルトノボル                               |
| 2021年 | 無職転生 〜異世界行ったら本気だす〜（第一期・分割第一部）                                                    | 理不尽な孫の手       | MFブックス                            | スタジオバインド                             |
| 2021年 | 転生したらスライムだった件（第二期・分割第一部）                                                             | 伏瀬                 | GCノベルズ                            | エイトビット                                 |
| 2021年 | ログ・ホライズン 円卓崩壊（第三期）                                                                          | 橙乃ままれ           | エンターブレイン                      | スタジオディーン                             |
| 2021年 | 回復術士のやり直し                                                                                           | 月夜涙               | 角川スニーカー文庫                    | ティー・エヌ・ケー                           |
| 2021年 | 魔術士オーフェンはぐれ旅 キムラック編（リブート作第二期）                                                    | 秋田禎信             | TOブックス                            | スタジオディーン                             |
| 2021年 | 戦闘員、派遣します!                                                                                          | 暁なつめ             | 角川スニーカー文庫                    | J.C.STAFF                                    |
| 2021年 | ひげを剃る。そして女子高生を拾う。                                                                           | しめさば             | 角川スニーカー文庫                    | project No.9                                 |
| 2021年 | 聖女の魔力は万能です（第一期）                                                                               | 橘由華               | カドカワBOOKS                         | ディオメディア                               |
| 2021年 | 究極進化したフルダイブRPGが現実よりもクソゲーだったら                                                        | 土日月               | MF文庫J                               | ENGI                                         |
| 2021年 | スーパーカブ                                                                                                 | トネ・コーケン       | 角川スニーカー文庫                    | スタジオKAI                                  |
| 2021年 | 異世界魔王と召喚少女の奴隷魔術Ω（第二期）                                                                    | むらさきゆきや       | 講談社ラノベ文庫                      | 手塚プロダクション×オクルトノボル            |
| 2021年 | スライム倒して300年、知らないうちにレベルMAXになってました（第一期）                                         | 森田季節             | GAノベル                              | REVOROOT                                     |
| 2021年 | 86-エイティシックス-（分割第一部）                                                                           | 安里アサト           | 電撃文庫                              | A-1 Pictures                                 |
| 2021年 | 幼なじみが絶対に負けないラブコメ                                                                             | 二丸修一             | 電撃文庫                              | 動画工房                                     |
| 2021年 | 乙女ゲームの破滅フラグしかない悪役令嬢に転生してしまった…X（第二期）                                         | 山口悟               | 一迅社文庫アイリス                    | SILVER LINK.                                 |
| 2021年 | ぼくたちのリメイク                                                                                           | 木緒なち             | MF文庫J                               | feel.                                        |
| 2021年 | 現実主義勇者の王国再建記（分割第一部）                                                                       | どぜう丸             | オーバーラップ文庫                    | J.C.STAFF                                    |
| 2021年 | 探偵はもう、死んでいる。                                                                                     | 二語十               | MF文庫J                               | ENGI                                         |
| 2021年 | 精霊幻想記（第一期）                                                                                         | 北山結莉             | HJ文庫                                | トムス・エンタテインメント                   |
| 2021年 | チート薬師のスローライフ〜異世界に作ろうドラッグストア〜                                                     | ケンノジ             | ブレイブ文庫                          | EMTスクエアード                              |
| 2021年 | 月が導く異世界道中（第一期）                                                                                 | あずみ圭             | アルファポリス                        | C2C                                          |
| 2021年 | 転生したらスライムだった件（第二期・分割第二部）                                                             | 伏瀬                 | GCノベルズ                            | エイトビット                                 |
| 2021年 | 異世界食堂2（第二期）                                                                                        | 犬塚惇平             | ヒーロー文庫                          | OLM Team Yoshioka                            |
| 2021年 | 86-エイティシックス-（分割第二部）                                                                           | 安里アサト           | 電撃文庫                              | A-1 Pictures                                 |
| 2021年 | 無職転生 〜異世界行ったら本気だす〜（第一期・分割第二部）                                                    | 理不尽な孫の手       | MFブックス                            | スタジオバインド                             |
| 2021年 | 月とライカと吸血姫                                                                                           | 牧野圭祐             | ガガガ文庫                            | アルボアニメーション                         |
| 2021年 | 進化の実〜知らないうちに勝ち組人生〜（第一期）                                                               | 美紅                 | モンスター文庫                        | HOTLINE                                      |
| 2021年 | 真の仲間じゃないと勇者のパーティーを追い出されたので、辺境でスローライフすることにしました（第一期）         | ざっぽん             | 角川スニーカー文庫                    | ウルフズベイン×スタジオフラッド              |
| 2021年 | 世界最高の暗殺者、異世界貴族に転生する                                                                       | 月夜涙               | 角川スニーカー文庫                    | SILVER LINK.、studioぱれっと                 |
| 2021年 | 最果てのパラディン（第一期）                                                                                 | 柳野かなた           | オーバーラップ文庫                    | Children's Playground Entertainment          |
| 2021年 | ロード・エルメロイII世の事件簿 -魔眼蒐集列車 Grace note- 特別編（特番）                                      | 三田誠               | TYPE-MOON BOOKS                       | TROYCA                                       |
| 2021年 | 魔法科高校の劣等生 追憶編（特番）                                                                            | 佐島勤               | 電撃文庫                              | エイトビット                                 |
| 2022年 | リアデイルの大地にて                                                                                         | Ceez                 | エンターブレイン                      | MAHO FILM                                    |
| 2022年 | 失格紋の最強賢者                                                                                             | 進行諸島             | GAノベル                              | J.C.STAFF                                    |
| 2022年 | 現実主義勇者の王国再建記（分割第二部）                                                                       | どぜう丸             | オーバーラップ文庫                    | J.C.STAFF                                    |
| 2022年 | 錆喰いビスコ                                                                                                 | 瘤久保慎司           | 電撃文庫                              | OZ                                           |
| 2022年 | 天才王子の赤字国家再生術                                                                                     | 鳥羽徹               | GA文庫                                | 横浜アニメーションラボ                       |
| 2022年 | 賢者の弟子を名乗る賢者                                                                                       | りゅうせんひろつぐ   | GCノベルズ                            | studio A-CAT                                 |
| 2022年 | ありふれた職業で世界最強 2nd season（第二期）                                                                | 白米良               | オーバーラップ文庫                    | ASREAD × studio MOTHER                       |
| 2022年 | 処刑少女の生きる道                                                                                           | 佐藤真登             | GA文庫                                | J.C.STAFF                                    |
| 2022年 | 乙女ゲー世界はモブに厳しい世界です                                                                           | 三嶋与夢             | GCノベルズ                            | ENGI                                         |
| 2022年 | 勇者、辞めます                                                                                               | クオンタム           | カドカワBOOKS、富士見ファンタジア文庫 | EMTスクエアード                              |
| 2022年 | 史上最強の大魔王、村人Aに転生する                                                                            | 下等妙人             | 富士見ファンタジア文庫                | SILVER LINK.×BLADE                           |
| 2022年 | 盾の勇者の成り上がり Season2（第二期）                                                                       | アネコユサギ         | MFブックス                            | キネマシトラス、DR MOVIE                     |
| 2022年 | 骸骨騎士様、只今異世界へお出掛け中                                                                           | 秤猿鬼               | オーバーラップノベルス                | スタジオKAI×HORNETS                          |
| 2022年 | 魔法使い黎明期                                                                                               | 虎走かける           | 講談社ラノベ文庫                      | 手塚プロダクション                           |
| 2022年 | デート・ア・ライブIV（第四期）                                                                               | 橘公司               | 富士見ファンタジア文庫                | GEEKTOYS                                     |
| 2022年 | 本好きの下剋上 司書になるためには手段を選んでいられません（第三期）                                          | 香月美夜             | TOブックス                            | 亜細亜堂                                     |
| 2022年 | 転生賢者の異世界ライフ 〜第二の職業を得て、世界最強になりました〜                                            | 進行諸島             | GAノベル                              | REVOROOT                                     |
| 2022年 | ようこそ実力至上主義の教室へ 2nd Season（第二期）                                                            | 衣笠彰梧             | MF文庫J                               | Lerche                                       |
| 2022年 | オーバーロードIV（第四期）                                                                                   | 丸山くがね           | エンターブレイン                      | マッドハウス                                 |
| 2022年 | 継母の連れ子が元カノだった                                                                                   | 紙城境介             | 角川スニーカー文庫                    | project No.9                                 |
| 2022年 | 異世界迷宮でハーレムを                                                                                       | 蘇我捨恥             | ヒーロー文庫                          | パッショーネ                                 |
| 2022年 | 黒の召喚士                                                                                                   | 迷井豆腐             | オーバーラップ文庫                    | サテライト                                   |
| 2022年 | 異世界薬局                                                                                                   | 高山理図             | MFブックス                            | ディオメディア                               |
| 2022年 | シャインポスト                                                                                               | 駱駝                 | 電撃文庫                              | スタジオKAI                                  |
| 2022年 | はたらく魔王さま!!（第二期・分割一部）                                                                       | 和ヶ原聡司           | 電撃文庫                              | Studio 3Hz                                   |
| 2022年 | ダンジョンに出会いを求めるのは間違っているだろうかⅣ（第四期・分割第一部）                                    | 大森藤ノ             | GA文庫                                | J.C.STAFF                                    |
| 2022年 | 農民関連のスキルばっか上げてたら何故か強くなった。                                                           | しょぼんぬ           | モンスター文庫                        | studio A-CAT                                 |
| 2022年 | 悪役令嬢なのでラスボスを飼ってみました                                                                       | 永瀬さらさ           | 角川ビーンズ文庫                      | MAHO FILM                                    |
| 2022年 | 勇者パーティーを追放されたビーストテイマー、最強種の猫耳少女と出会う                                         | 深山鈴               | Kラノベブックス                       | EMTスクエアード                              |
| 2022年 | 新米錬金術師の店舗経営                                                                                       | いつきみずほ         | 富士見ファンタジア文庫                | ENGI                                         |
| 2022年 | 陰の実力者になりたくて!（第一期）                                                                            | 逢沢大介             | エンターブレイン                      | Nexus                                        |
| 2022年 | 転生したら剣でした（第一期）                                                                                 | 棚架ユウ             | GCノベルズ                            | C2C                                          |
| 2022年 | 虫かぶり姫                                                                                                   | 由唯                 | アイリスNEO                           | マッドハウス                                 |
| 2023年 | 転生王女と天才令嬢の魔法革命                                                                                 | 鴉ぴえろ             | 富士見ファンタジア文庫                | ディオメディア                               |
| 2023年 | 文豪ストレイドッグス（第四期）                                                                               | 朝霧カフカ           | 角川ビーンズ文庫                      | ボンズ                                       |
| 2023年 | ツルネ -つながりの一射-（第二期）                                                                            | 綾野ことこ           | KAエスマ文庫                          | 京都アニメーション                           |
| 2023年 | スパイ教室（分割第一部）                                                                                     | 竹町                 | 富士見ファンタジア文庫                | feel.                                        |
| 2023年 | 冰剣の魔術師が世界を統べる                                                                                   | 御子柴奈々           | 講談社ラノベ文庫                      | クラウドハーツ                               |
| 2023年 | 異世界のんびり農家                                                                                           | 内藤騎之介           | エンターブレイン                      | ゼロジー                                     |
| 2023年 | シュガーアップル・フェアリーテイル（分割第一部）                                                             | 三川みり             | 角川ビーンズ文庫                      | J.C.STAFF                                    |
| 2023年 | 齢5000年の草食ドラゴン、いわれなき邪竜認定（第一期）                                                         | 榎本快晴             | 角川スニーカー文庫                    | LAN STUDIO                                   |
| 2023年 | ダンジョンに出会いを求めるのは間違っているだろうかⅣ（第四期・分割第二部）                                    | 大森藤ノ             | GA文庫                                | J.C.STAFF                                    |
| 2023年 | ツンデレ悪役令嬢リーゼロッテと実況の遠藤くんと解説の小林さん                                                 | 恵ノ島すず           | カドカワBOOKS                         | 手塚プロダクション                           |
| 2023年 | 解雇された暗黒兵士（30代）のスローなセカンドライフ                                                           | 岡沢六十四           | Kラノベブックス                       | エンカレッジフィルムズ                       |
| 2023年 | お隣の天使様にいつの間にか駄目人間にされていた件                                                             | 佐伯さん             | GA文庫                                | project No.9                                 |
| 2023年 | 最強陰陽師の異世界転生記                                                                                     | 小鈴危一             | Mノベルス                             | スタジオブラン                               |
| 2023年 | 魔王学院の不適合者 II 〜史上最強の魔王の始祖、転生して子孫たちの学校へ通う〜II（第二期・分割第一部放送中断） | 秋                   | 電撃文庫                              | SILVER LINK.                                 |
| 2023年 | 老後に備えて異世界で8万枚の金貨を貯めます                                                                    | FUNA                 | Kラノベブックス                       | FelixFilm                                    |
| 2023年 | 神達に拾われた男2（第二期）                                                                                  | Roy                  | HJノベルス                            | MAHO FILM                                    |
| 2023年 | 英雄王、武を極めるため転生す 〜そして、世界最強の見習い騎士♀〜                                               | ハヤケン             | HJ文庫                                | スタジオコメット                             |
| 2023年 | 人間不信の冒険者たちが世界を救うようです                                                                     | 富士伸太             | MFブックス                            | GEEKTOYS                                     |
| 2023年 | とんでもスキルで異世界放浪メシ                                                                               | 江口連               | オーバーラップノベルス                | MAPPA                                        |
| 2023年 | 痛いのは嫌なので防御力に極振りしたいと思います。2（第二期）                                                  | 夕蜜柑               | カドカワBOOKS                         | SILVER LINK.                                 |
| 2023年 | 真・進化の実〜知らないうちに勝ち組人生〜（第二期）                                                           | 美紅                 | モンスター文庫                        | HOTLINE                                      |
| 2023年 | 魔術士オーフェンはぐれ旅 アーバンラマ編（リブート作第三期）                                                  | 秋田禎信             | TOブックス                            | スタジオディーン                             |
| 2023年 | 転生貴族の異世界冒険録〜自重を知らない神々の使徒〜                                                           | 夜州                 | サーガフォレスト                      | EMTスクエアード、マジックバス                |
| 2023年 | くまクマ熊ベアーぱーんち!（第二期）                                                                          | くまなの             | PASH!ブックス                         | EMTスクエアード                              |
| 2023年 | 異世界はスマートフォンとともに。2（第二期）                                                                  | 冬原パトラ           | HJノベルス                            | J.C.STAFF                                    |
| 2023年 | この素晴らしい世界に爆焔を!                                                                                  | 暁なつめ             | 角川スニーカー文庫                    | ドライブ                                     |
| 2023年 | 異世界でチート能力を手にした俺は、現実世界をも無双する〜レベルアップは人生を変えた〜                         | 美紅                 | 富士見ファンタジア文庫                | ミルパンセ                                   |
| 2023年 | 異世界召喚は二度目です                                                                                       | 岸本和葉             | モンスター文庫                        | スタジオエル                                 |
| 2023年 | 魔術士オーフェンはぐれ旅 聖域編（リブート作第四期）                                                          | 秋田禎信             | TOブックス                            | スタジオディーン                             |
| 2023年 | 実は俺、最強でした?                                                                                          | 澄守彩               | Kラノベブックス                       | Staple Entertainment                         |
| 2023年 | Fate/strange Fake -Whispers of Dawn-（特番）                                                                 | 成田良悟             | 電撃文庫                              | A-1 Pictures                                 |
| 2023年 | 無職転生II 〜異世界行ったら本気だす〜（第二期・分割第一部）                                                  | 理不尽な孫の手       | MFブックス                            | スタジオバインド                             |
| 2023年 | 魔王学院の不適合者 II 〜史上最強の魔王の始祖、転生して子孫たちの学校へ通う〜 （第二期・分割第一部放送再開）  | 秋                   | 電撃文庫                              | SILVER LINK.                                 |
| 2023年 | おかしな転生                                                                                                 | 古流望               | TOブックス                            | SynergySP                                    |
| 2023年 | 夢見る男子は現実主義者                                                                                       | おけまる             | HJ文庫                                | Studio五組 × AXsiZ                           |
| 2023年 | 自動販売機に生まれ変わった俺は迷宮を彷徨う（第一期）                                                         | 昼熊                 | 角川スニーカー文庫                    | Studio五組 × AXsiZ                           |
| 2023年 | シュガーアップル・フェアリーテイル（分割第二部）                                                             | 三川みり             | 角川ビーンズ文庫                      | J.C.STAFF                                    |
| 2023年 | 悲劇の元凶となる最強外道ラスボス女王は民の為に尽くします。                                                   | 天壱                 | アイリスNEO                           | OLM Team Yoshioka                            |
| 2023年 | 七つの魔剣が支配する                                                                                         | 宇野朴人             | 電撃文庫                              | J.C.STAFF                                    |
| 2023年 | レベル1だけどユニークスキルで最強です                                                                        | 三木なずな           | Kラノベブックス                       | MAHO FILM                                    |
| 2023年 | ライアー・ライアー                                                                                           | 久追遥希             | MF文庫J                               | GEEKTOYS                                     |
| 2023年 | 英雄教室 | 新木伸               | ダッシュエックス文庫                  | アクタス                                     |
| 2023年 | スパイ教室（分割第二部）                                                                                     | 竹町                 | 富士見ファンタジア文庫                | feel.                                        |
| 2023年 | はたらく魔王さま!!（第二期・分割第二部）                                                                     | 和ヶ原聡司           | 電撃文庫                              | Studio 3Hz                                   |
| 2023年 | 聖者無双〜サラリーマン、異世界で生き残るために歩む道〜                                                       | ブロッコリーライオン | GCノベルズ                            | 横浜アニメーションラボ、クラウドハーツ       |
| 2023年 | 冒険者になりたいと都に出て行った娘がSランクになってた                                                        | 門司柿家             | アース・スターノベル                  | 寿門堂                                       |
| 2023年 | シャングリラ・フロンティア（第一期）                                                                         | 硬梨菜               | （未書籍化）                          | C2C                                          |
| 2023年 | 私の推しは悪役令嬢。                                                                                         | いのり。             | GL文庫、一迅社ノベルズ                | プラチナビジョン                             |
| 2023年 | とあるおっさんのVRMMO活動記                                                                                  | 椎名ほわほわ         | アルファポリス                        | MAHO FILM                                    |
| 2023年 | 聖剣学院の魔剣使い                                                                                           | 志瑞祐               | MF文庫J                               | パッショーネ                                 |
| 2023年 | 聖女の魔力は万能です（第二期）                                                                               | 橘由華               | カドカワBOOKS                         | ディオメディア                               |
| 2023年 | ブルバスター                                                                                                 | 中尾浩之             | エンターブレイン                      | NUT                                          |
| 2023年 | 婚約破棄された令嬢を拾った俺が、イケナイことを教え込む                                                       | ふか田さめたろう     | PASH!ブックス                         | ゼロジー、デジタルネットワークアニメーション |
| 2023年 | 陰の実力者になりたくて! 2nd season（第二期）                                                                 | 逢沢大介             | エンターブレイン                      | シャドウガーデン                             |
| 2023年 | 暴食のベルセルク                                                                                             | 一色一凛             | GCノベルズ                            | A・C・G・T                                   |
| 2023年 | 盾の勇者の成り上がり Season3（第三期）                                                                       | アネコユサギ         | MFブックス                            | キネマシトラス                               |
| 2023年 | ゴブリンスレイヤーII（第二期）                                                                               | 蝸牛くも             | GA文庫                                | ライデンフィルム                             |
| 2023年 | 経験済みなキミと、経験ゼロなオレが、お付き合いする話。                                                       | 長岡マキ子           | 富士見ファンタジア文庫                | ENGI                                         |
| 2023年 | 最果てのパラディン 鉄錆の山の王（第二期）                                                                    | 柳野かなた           | オーバーラップ文庫                    | OLM、SUNRISE BEYOND                          |
| 2023年 | ひきこまり吸血姫の悶々                                                                                       | 小林湖底             | GA文庫                                | project No.9                                 |
| 2023年 | 豚のレバーは加熱しろ                                                                                         | 逆井卓馬             | 電撃文庫                              | project No.9                                 |
| 2023年 | ティアムーン帝国物語〜断頭台から始まる、姫の転生逆転ストーリー〜                                             | 餅月望               | TOブックス                            | SILVER LINK.                                 |
| 2023年 | ポーション頼みで生き延びます!                                                                                | FUNA                 | Kラノベブックス                       | 颱風グラフィックス                           |
| 2023年 | 薬屋のひとりごと（第一期）                                                                                   | 日向夏               | ヒーロー文庫                          | TOHO animation STUDIO、OLM                   |
| 2024年 | 弱キャラ友崎くん 2nd STAGE （第二期）                                                                        | 屋久ユウキ           | ガガガ文庫                            | project No.9                                 |
| 2024年 | ようこそ実力至上主義の教室へ 3rd Season （第三期）                                                           | 衣笠彰梧             | MF文庫J                               | Lerche                                       |
| 2024年 | 異修羅（第一期）                                                                                             | 珪素                 | 電撃の新文芸                          | パッショーネ                                 |
| 2024年 | 即死チートが最強すぎて、異世界のやつらがまるで相手にならないんですが。                                       | 藤孝剛志             | アース・スターノベル                  | オクルトノボル                               |
| 2024年 | 佐々木とピーちゃん                                                                                           | ぶんころり           | MF文庫J                               | SILVER LINK.                                 |
| 2024年 | 治癒魔法の間違った使い方（第一期）                                                                           | くろかた             | MFブックス                            | スタジオアド×シンエイ動画                    |
| 2024年 | 最強タンクの迷宮攻略〜体力9999のレアスキル持ちタンク、勇者パーティーを追放される〜                           | 木嶋隆太             | ヒーロー文庫                          | STUDIO POLON                                 |
| 2024年 | 異世界でもふもふなでなでするためにがんばってます。                                                           | 向日葵               | Mノベルスf                            | EMTスクエアード                              |
| 2024年 | 真の仲間じゃないと勇者のパーティーを追い出されたので、辺境でスローライフすることにしました2nd（第二期）      | ざっぽん             | 角川スニーカー文庫                    | スタジオフラッド                             |
| 2024年 | ループ7回目の悪役令嬢は、元敵国で自由気ままな花嫁生活を満喫する                                              | 雨川透子             | オーバーラップノベルスf               | スタジオKAI×HORNETS                          |
| 2024年 | 望まぬ不死の冒険者                                                                                           | 丘野優               | オーバーラップノベルス                | CONNECT                                      |
| 2024年 | 月が導く異世界道中 第二幕（第二期）                                                                          | あずみ圭             | アルファポリス                        | J.C.STAFF                                    |
| 2024年 | 悪役令嬢レベル99 〜私は裏ボスですが魔王ではありません〜                                                      | 七夕さとり           | カドカワBOOKS                         | 寿門堂                                       |
| 2024年 | 名湯『異世界の湯』開拓記 〜アラフォー温泉マニアの転生先は、のんびり温泉天国でした〜                          | 綿涙粉緒             | HJノベルス                            | BloomZ×ウルフズベイン                        |
| 2024年 | 最弱テイマーはゴミ拾いの旅を始めました。                                                                     | ほのぼのる500        | TOブックス                            | STUDIO MASSKET                               |
| 2024年 | 神は遊戯に飢えている。                                                                                       | 細音啓               | MF文庫J                               | ライデンフィルム                             |
| 2024年 | 転生したら第七王子だったので、気ままに魔術を極めます（第一期）                                               | 謙虚なサークル       | 講談社ラノベ文庫                      | つむぎ秋田アニメLab                          |
| 2024年 | 狼と香辛料 MERCHANT MEETS THE WISE WOLF（リブート作第一期）                                                  | 支倉凍砂             | 電撃文庫                              | パッショーネ                                 |
| 2024年 | 出来損ないと呼ばれた元英雄は、実家から追放されたので好き勝手に生きることにした                               | 紅月シン             | TOブックス                            | スタジオディーン、マーヴィージャック         |
| 2024年 | Re:Monster                                                                                                   | 金斬児狐             | アルファポリス                        | スタジオディーン                             |
| 2024年 | 魔王の俺が奴隷エルフを嫁にしたんだが、どう愛でればいい?                                                      | 手島史詞             | HJ文庫                                | ブレインズ・ベース                           |
| 2024年 | 変人のサラダボウル                                                                                           | 平坂読               | ガガガ文庫                            | SynergySP、スタジオコメット                  |
| 2024年 | 転生したらスライムだった件（第三期）                                                                         | 伏瀬                 | GCノベルズ                            | エイトビット                                 |
| 2024年 | 魔法科高校の劣等生 ダブルセブン編（第三期）                                                                  | 佐島勤               | 電撃文庫                              | エイトビット                                 |
| 2024年 | 転生貴族、鑑定スキルで成り上がる（第一期）                                                                   | 未来人A              | Kラノベブックス                       | studioMOTHER                                 |
| 2024年 | 無職転生 II 〜異世界行ったら本気だす〜（第二期・分割第二部）                                                 | 理不尽な孫の手       | MFブックス                            | スタジオバインド                             |
| 2024年 | Lv2からチートだった元勇者候補のまったり異世界ライフ                                                          | 鬼ノ城ミヤ           | オーバーラップノベルス                | J.C.STAFF                                    |
| 2024年 | Unnamed Memory（第一期）                                                                                     | 古宮九時             | 電撃の新文芸                          | ENGI                                         |
| 2024年 | 声優ラジオのウラオモテ                                                                                       | 二月公               | 電撃文庫                              | CONNECT                                      |
| 2024年 | この素晴らしい世界に祝福を!3（第三期）                                                                       | 暁なつめ             | 角川スニーカー文庫                    | ドライブ                                     |
| 2024年 | デート・ア・ライブV（第五期）                                                                                | 橘公司               | 富士見ファンタジア文庫                | GEEKTOYS                                     |
| 2024年 | 魔王学院の不適合者 II 〜史上最強の魔王の始祖、転生して子孫たちの学校へ通う〜（第二期・分割第二部）           | 秋                   | 電撃文庫                              | SILVER LINK.                                 |
| 2024年 | THE NEW GATE                                                                                                 | 風波しのぎ           | アルファポリス                        | 横浜アニメーションラボ、CloudHearts          |
| 2024年 | 新米オッサン冒険者、最強パーティに死ぬほど鍛えられて無敵になる。                                             | 岸馬きらく           | HJノベルス                            | ゆめ太カンパニー                             |
| 2024年 | 魔王軍最強の魔術師は人間だった                                                                               | 羽田遼亮             | モンスター文庫                        | studio A-CAT                                 |
| 2024年 | 時々ボソッとロシア語でデレる隣のアーリャさん                                                                 | 燦々SUN              | 角川スニーカー文庫                    | 動画工房                                     |
| 2024年 | 義妹生活 | 三河ごーすと         | MF文庫J                               | スタジオディーン                             |
| 2024年 | 俺は全てを【パリイ】する 〜逆勘違いの世界最強は冒険者になりたい〜                                            | 鍋敷                 | アース・スターノベル                  | OLM                                          |
| 2024年 | ハズレ枠の【状態異常スキル】で最強になった俺がすべてを蹂躙するまで                                           | 篠崎芳               | オーバーラップ文庫                    | Seven Arcs                                   |
| 2024年 | 魔導具師ダリヤはうつむかない                                                                                 | 甘岸久弥             | MFブックス                            | 颱風グラフィックス、イマジカインフォス       |
| 2024年 | モブから始まる探索英雄譚                                                                                     | 海翔                 | HJ文庫                                | 月虹                                         |
| 2024年 | VTuberなんだが配信切り忘れたら伝説になってた                                                                 | 七斗七               | 富士見ファンタジア文庫                | ティー・エヌ・ケー                           |
| 2024年 | 異世界ゆるり紀行 〜子育てしながら冒険者します〜                                                              | 水無月静琉           | アルファポリス                        | EMTスクエアード                              |
| 2024年 | キミと僕の最後の戦場、あるいは世界が始まる聖戦 Season II（第二期・放送中断）                                 | 細音啓               | 富士見ファンタジア文庫                | SILVER LINK.、studioぱれっと                 |
| 2024年 | 恋は双子で割り切れない                                                                                       | 高村資本             | 電撃文庫                              | ROLL2                                        |
| 2024年 | なぜ僕の世界を誰も覚えていないのか?                                                                          | 細音啓               | MF文庫J                               | project No.9                                 |
| 2024年 | 負けヒロインが多すぎる!                                                                                      | 雨森たきび           | ガガガ文庫                            | A-1 Pictures                                 |
| 2024年 | 転生貴族、鑑定スキルで成り上がる（第二期）                                                                   | 未来人A              | Kラノベブックス                       | studio MOTHER                                |
| 2024年 | 嘆きの亡霊は引退したい                                                                                       | 槻影                 | GCノベルズ                            | ゼロジー                                     |
| 2024年 | 歴史に残る悪女になるぞ                                                                                       | 大木戸いずみ         | ビーズログ文庫                        | MAHO FILM                                    |
| 2024年 | Re:ゼロから始める異世界生活（第三期・分割第一部）                                                            | 長月達平             | MF文庫J                               | WHITE FOX                                    |
| 2024年 | ひとりぼっちの異世界攻略                                                                                     | 五示正司             | オーバーラップ文庫                    | ハヤブサフィルム、パッショーネ               |
| 2024年 | 齢5000年の草食ドラゴン、いわれなき邪竜認定（第二期）                                                         | 榎本快晴             | 角川スニーカー文庫                    | LAN STUDIO                                   |
| 2024年 | ソードアート・オンライン オルタナティブ ガンゲイル・オンラインII（第二期）                                   | 時雨沢恵一           | 電撃文庫                              | A-1 Pictures                                 |
| 2024年 | ダンジョンに出会いを求めるのは間違っているだろうかV（第五期）                                                | 大森藤ノ             | GA文庫                                | J.C.STAFF                                    |
| 2024年 | 魔王様、リトライ!R（第二期）                                                                                 | 神埼黒音             | Mノベルス                             | 月虹                                         |
| 2024年 | パーティーから追放されたその治癒師、実は最強につき                                                           | 影茸                 | Mノベルス                             | スタジオエル                                 |
| 2024年 | 最凶の支援職【話術士】である俺は世界最強クランを従える                                                       | じゃき               | オーバーラップ文庫                    | FelixFilm×画狂                               |
| 2024年 | 精霊幻想記2（第二期）                                                                                        | 北山結莉             | HJ文庫                                | トムス・エンタテインメント                   |
| 2024年 | やり直し令嬢は竜帝陛下を攻略中                                                                               | 永瀬さらさ           | 角川ビーンズ文庫                      | J.C.STAFF                                    |
| 2024年 | さようなら竜生、こんにちは人生                                                                               | 永島ひろあき         | アルファポリス                        | SynergySP、ベガエンタテイメント              |
| 2024年 | 魔王2099 | 紫大悟               | 富士見ファンタジア文庫                | J.C.STAFF                                    |
| 2024年 | シャングリラ・フロンティア（第二期）                                                                         | 硬梨菜               | （未書籍化）                          | C2C                                          |
| 2024年 | ありふれた職業で世界最強 season 3（第三期）                                                                  | 白米良               | オーバーラップ文庫                    | asread.                                      |

### 2020年代後半
| 年     | 作品名                                                                                              | 原作者         | レーベル                | 制作会社                             |
| ------ | --------------------------------------------------------------------------------------------------- | -------------- | ----------------------- | ------------------------------------ |
| 2025年 | クラスの大嫌いな女子と結婚することになった。                                                        | 天乃聖樹       | MF文庫J                 | Studio五組×AXsiZ                     |
| 2025年 | Sランクモンスターの《ベヒーモス》だけど、猫と間違われてエルフ娘の騎士として暮らしてます             | 銀翼のぞみ     | GCノベルズ              | ゼロジー、セイバーワークス           |
| 2025年 | 妃教育から逃げたい私                                                                                | 沢野いずみ     | PASH!ブックス           | EMTスクエアード                      |
| 2025年 | 没落予定の貴族だけど、暇だったから魔法を極めてみた                                                  | 三木なずな     | TOブックス              | スタジオディーン、マーヴィージャック |
| 2025年 | 外れスキル《木の実マスター》 〜スキルの実（食べたら死ぬ）を無限に食べられるようになった件について〜 | はにゅう       | Kラノベブックス         | 旭プロダクション                     |
| 2025年 | Unnamed Memory（第二期）                                                                            | 古宮九時       | 電撃の新文芸            | ENGI                                 |
| 2025年 | いずれ最強の錬金術師?                                                                               | 小狐丸         | アルファポリス          | スタジオコメット                     |
| 2025年 | 異修羅（第二期）                                                                                    | 珪素           | 電撃の新文芸            | パッショーネ                         |
| 2025年 | マジック・メイカー -異世界魔法の作り方-                                                             | 鏑木カヅキ     | MFブックス              | スタジオディーン                     |
| 2025年 | アラフォー男の異世界通販                                                                            | 朝倉一二三     | ツギクルブックス        | イーストフィッシュスタジオ           |
| 2025年 | 不遇職【鑑定士】が実は最強だった                                                                    | 茨木野         | Kラノベブックス         | オクルトノボル                       |
| 2025年 | 日本へようこそエルフさん。                                                                          | まきしま鈴木   | HJノベルス              | ゼロジー                             |
| 2025年 | 薬屋のひとりごと（第二期）                                                                          | 日向夏         | ヒーロー文庫            | TOHO animation STUDIO、OLM           |
| 2025年 | ギルドの受付嬢ですが、残業は嫌なのでボスをソロ討伐しようと思います                                  | 香坂マト       | 電撃文庫                | CloverWorks                          |
| 2025年 | Aランクパーティを離脱した俺は、元教え子たちと迷宮深部を目指す。                                     | 右薙光介       | Kラノベブックス         | バンダイナムコピクチャーズ           |
| 2025年 | ある魔女が死ぬまで                                                                                  | 坂             | 電撃の新文芸            | EMTスクエアード                      |
| 2025年 | ユア・フォルマ                                                                                      | 菊石まれほ     | 電撃文庫                | ジェノスタジオ                       |
| 2025年 | 一瞬で治療していたのに役立たずと追放された天才治癒師、闇ヒーラーとして楽しく生きる                  | 菱川さかく     | GAノベル                | マカリア                             |
| 2025年 | 男女の友情は成立する?（いや、しないっ!!）                                                           | 七菜なな       | 電撃文庫                | J.C.STAFF                            |
| 2025年 | スライム倒して300年、知らないうちにレベルMAXになってました ～そのに～（第二期）                     | 森田季節       | GAノベル                | REVOROOT                             |
| 2025年 | 片田舎のおっさん、剣聖になる                                                                        | 佐賀崎しげる   | SQEXノベル              | パッショーネ、ハヤブサフィルム       |
| 2025年 | 俺は星間国家の悪徳領主!                                                                             | 三嶋与夢       | オーバーラップ文庫      | Quad                                 |
| 2025年 | 勘違いの工房主 英雄パーティの元雑用係が、実は戦闘以外がSSSランクだったというよくある話              | 時野洋輔       | アルファポリス          | EMTスクエアード                      |
| 2025年 | ゴリラの神から加護された令嬢は王立騎士団で可愛がられる                                              | シロヒ         | （未書籍化）            | 鵲                                   |
| 2025年 | 完璧すぎて可愛げがないと婚約破棄された聖女は隣国に売られる                                          | 冬月光輝       | オーバーラップノベルスf | TROYCA                               |
| 2025年 | キミと僕の最後の戦場、あるいは世界が始まる聖戦 Season II（第二期・放送再開）                        | 細音啓         | 富士見ファンタジア文庫  | SILVER LINK.、studioぱれっと         |
| 2025年 | 神統記（テオゴニア）                                                                                | 谷舞司         | PASH!ブックス           | 旭プロダクション                     |
| 2025年 | 白豚貴族ですが前世の記憶が生えたのでひよこな弟育てます                                              | やしろ         | TOブックス              | スタジオコメット                     |
| 2025年 | 自動販売機に生まれ変わった俺は迷宮を彷徨う 2nd season（第二期）                                     | 昼熊           | 角川スニーカー文庫      | Studio五組、AXsiZ                    |
| 2025年 | 強くてニューサーガ                                                                                  | 阿部正行       | アルファポリス          | 創通、スタジオクラッチ               |
| 2025年 | 追放者食堂へようこそ!                                                                               | 君川優樹       | オーバーラップノベルス  | OLM Team Yoshioka                    |
| 2025年 | 水属性の魔法使い                                                                                    | 久宝忠         | TOブックス              | 颱風グラフィックス×Wonderland        |
| 2025年 | サイレント・ウィッチ 沈黙の魔女の隠しごと                                                           | 依空まつり     | カドカワBOOKS           | Studio五組                           |
| 2025年 | ずたぼろ令嬢は姉の元婚約者に溺愛される                                                              | とびらの       | Mノベルスf              | ランドック・スタジオ                 |
| 2025年 | 青春ブタ野郎はサンタクロースの夢を見ない（第二期）                                                  | 鴨志田一       | 電撃文庫                | CloverWorks                          |
| 2025年 | 勇者パーティーを追放された白魔導師、Sランク冒険者に拾われる 〜この白魔導師が規格外すぎる〜          | 水月穹         | Mノベルス               | FelixFilm                            |
| 2025年 | 公女殿下の家庭教師                                                                                  | 七野りく       | 富士見ファンタジア文庫  | スタジオブラン                       |
| 2025年 | 異世界黙示録マイノグーラ                                                                            | 鹿角フェフ     | GCノベルズ              | MAHO FILM                            |
| 2025年 | ブサメンガチファイター                                                                              | 弘松涼         | 光文社ライトブックス    | WHITE FOX                            |
| 2025年 | わたしが恋人になれるわけないじゃん、ムリムリ!（※ムリじゃなかった!?）                                | みかみてれん   | ダッシュエックス文庫    | studio MOTHER                        |
| 2025年 | 盾の勇者の成り上がり Season 4（第四期）                                                             | アネコユサギ   | MFブックス              | キネマシトラス                       |
| 2025年 | 転生したら第七王子だったので、気ままに魔術を極めます（第二期）                                      | 謙虚なサークル | 講談社ラノベ文庫        | つむぎ秋田アニメLab                  |

## OVA

### 1980年代(OVA)
| 年     | 作品名                                | 原作者     | レーベル         | 制作会社                   |
| ------ | ------------------------------------- | ---------- | ---------------- | -------------------------- |
| 1985年 | 吸血鬼ハンターD                       | 菊地秀行   | ソノラマ文庫     | 日本サンライズ             |
| 1985年 | ダーティペア （第一期）               | 高千穂遙   | ハヤカワ文庫JA   | 日本サンライズ             |
| 1986年 | 魔女でもステディ                      | 岬兄悟     | ハヤカワ文庫JA   | 東京メディアコネクションズ |
| 1987年 | デジタル・デビル物語 女神転生         | 西谷史     | アニメージュ文庫 | アニメイトフィルム         |
| 1987年 | ダーティペア （第二期）               | 高千穂遙   | ハヤカワ文庫JA   | サンライズ                 |
| 1988年 | 遠山桜宇宙帖 奴の名はゴールド         | 結城恭介   | アニメージュ文庫 | 東映動画                   |
| 1988年 | 魔界都市〈新宿〉                      | 菊地秀行   | ソノラマ文庫     | マッドハウス               |
| 1988年 | 銀河英雄伝説（第一期）                | 田中芳樹   | 徳間ノベルズ     | キティ・フィルム           |
| 1989年 | クラッシャージョウ - 氷結監獄の罠     | 高千穂遙   | ソノラマ文庫     | サンライズ                 |
| 1989年 | クラッシャージョウ - 最終兵器アッシュ | 高千穂遙   | ソノラマ文庫     | サンライズ                 |
| 1989年 | ARIEL                                 | 笹本祐一   | ソノラマ文庫     | アニメイトフィルム         |
| 1989年 | ハイスピード・ジェシー                | 斉藤英一朗 | ソノラマ文庫     | スタジオぴえろ             |

### 1990年代(OVA)
| 年     | 作品名                                                                                | 原作者         | レーベル                 | 制作会社                             |
| ------ | ------------------------------------------------------------------------------------- | -------------- | ------------------------ | ------------------------------------ |
| 1990年 | ダーティペア 謀略の005便                                                              | 高千穂遙       | ハヤカワ文庫JA           | サンライズ                           |
| 1990年 | ガデュリン                                                                            | 羅門祐人       | 角川スニーカー文庫       | セタ、葦プロダクション               |
| 1990年 | ロードス島戦記                                                                        | 安田均、水野良 | 角川スニーカー文庫       | マッドハウス                         |
| 1990年 | 女戦士エフェ&ジーラ グーデの紋章                                                      | ひかわ玲子     | ネオファンタジー文庫     | J.C.STAFF                            |
| 1991年 | 魔獣戦士ルナ・ヴァルガー                                                              | 秋津透         | 角川スニーカー文庫       | AIC                                  |
| 1991年 | 銀河英雄伝説（第二期）                                                                | 田中芳樹       | 徳間ノベルズ             | キティ・フィルム                     |
| 1991年 | ザ・学園超女隊                                                                        | 団龍彦         | コバルト文庫             | マジックバス                         |
| 1992年 | 放課後のティンカー・ベル                                                              | 日向章一郎     | コバルト文庫             | 葦プロダクション                     |
| 1992年 | 破妖の剣                                                                              | 前田珠子       | コバルト文庫             | マジックバス                         |
| 1993年 | あなたが振り返るとき                                                                  | 花井愛子       | パレット文庫             | グルーパープロダクション             |
| 1993年 | 妖世紀水滸伝 -魔星降臨-                                                               | 吉岡平         | 角川スニーカー文庫       | J.C.STAFF                            |
| 1993年 | アイドル防衛隊ハミングバード                                                          | 吉岡平         | 富士見ファンタジア文庫   | 葦プロダクション                     |
| 1993年 | フォーチュン・クエスト                                                                | 深沢美潮       | 角川スニーカー文庫       | J.C.STAFF                            |
| 1994年 | ダーティペア FLASH                                                                    | 高千穂遙       | ハヤカワ文庫JA           | サンライズ                           |
| 1994年 | 七都市物語 〜北極海戦線〜                                                             | 田中芳樹       | ハヤカワ文庫JA           | アニメイトフィルム、スタジオジュニオ |
| 1994年 | 銀河英雄伝説（第三期）                                                                | 田中芳樹       | 徳間ノベルズ             | キティ・フィルム                     |
| 1994年 | TYLOR The Irresponsible Captain AN EXCEPTIONAL EPISODE ひとりぼっちの戦争 Tylor's War | 吉岡平         | 富士見ファンタジア文庫   | タツノコプロ                         |
| 1995年 | 黄龍の耳                                                                              | 大沢在昌       | ジャンプ ジェイ ブックス | バップ                               |
| 1995年 | TYLOR THE IRRESPONSIBLE CAPTAIN                                                       | 吉岡平         | 富士見ファンタジア文庫   | タツノコプロ                         |
| 1996年 | それゆけ!宇宙戦艦ヤマモト・ヨーコ（第一期）                                           | 庄司卓         | 富士見ファンタジア文庫   | キングレコード                       |
| 1996年 | スレイヤーズすぺしゃる（第一期）                                                      | 神坂一         | 富士見ファンタジア文庫   | J.C.STAFF                            |
| 1996年 | MAZE☆爆熱時空                                                                         | あかほりさとる | 角川スニーカー文庫       | J.C.STAFF                            |
| 1996年 | 銀河英雄伝説（第四期）                                                                | 田中芳樹       | 徳間ノベルズ             | キティ・フィルム                     |
| 1996年 | レジェンド・オブ・クリスタニア                                                        | 水野良         | 電撃文庫                 | トライアングルスタッフ               |
| 1997年 | それゆけ!宇宙戦艦ヤマモト・ヨーコII （第二期）                                        | 庄司卓         | 富士見ファンタジア文庫   | キングレコード                       |
| 1997年 | またまたセイバーマリオネットJ                                                         | あかほりさとる | 富士見ファンタジア文庫   | ハルフィルムメーカー                 |
| 1998年 | 銀河英雄伝説（外伝 第一期）                                                           | 田中芳樹       | 徳間ノベルズ             | キティ・フィルム                     |
| 1998年 | スレイヤーズえくせれんと（第二期）                                                    | 神坂一         | 富士見ファンタジア文庫   | J.C.STAFF                            |
| 1999年 | ハイスクール・オーラバスター                                                          | 若木未生       | コバルト文庫             | ティーアップ                         |
| 1999年 | 倒凶十将伝（第一期）                                                                  | 庄司卓         | ソノラマ文庫             | ゼクシズ                             |
| 1999年 | 銀河英雄伝説 （外伝 第二期）                                                          | 田中芳樹       | 徳間ノベルズ             | キティ・フィルム                     |

### 2000年代(OVA)
| 年     | 作品名                            | 原作者         | レーベル                 | 制作会社                |
| ------ | --------------------------------- | -------------- | ------------------------ | ----------------------- |
| 2000年 | いじめ 14歳のMessage              | 林慧樹         | 小学館                   | アニメーション画房 わ組 |
| 2001年 | R.O.D -READ OR DIE-               | 倉田英之       | スーパーダッシュ文庫     | スタジオディーン        |
| 2001年 | 倒凶十将伝 封魔五行伝承（第二期） | 庄司卓         | ソノラマ文庫             | ティー・ピー・オー      |
| 2001年 | ふしぎ遊戯 -永光伝-               | 西崎めぐみ     | パレット文庫             | ぴえろ                  |
| 2003年 | 新・北斗の拳                      | 武論尊、原哲夫 | ジャンプ ジェイ ブックス | A.C.G.T                 |
| 2004年 | 炎の蜃気楼〜みなぎわの反逆者〜    | 桑原水菜       | コバルト文庫             | ANIPLEX                 |
| 2005年 | キノの旅 〜とっておきの話〜       | 時雨沢恵一     | 電撃文庫                 | A.C.G.T.                |
| 2005年 | イリヤの空、UFOの夏               | 秋山瑞人       | 電撃文庫                 | 東映アニメーション      |
| 2005年 | 撲殺天使ドクロちゃん（第一期）    | おかゆまさき   | 電撃文庫                 | ハルフィルムメーカー    |
| 2006年 | わりとヒマな戦隊長の一日          | 賀東招二       | 富士見ファンタジア文庫   | 京都アニメーション      |
| 2006年 | マリア様がみてる 3rdシーズン      | 今野緒雪       | コバルト文庫             | スタジオディーン        |
| 2006年 | 灼眼のシャナ                      | 高橋弥七郎     | 電撃文庫                 | J.C.STAFF               |
| 2007年 | 撲殺天使ドクロちゃん2（第二期）   | おかゆまさき   | 電撃文庫                 | ハルフィルムメーカー    |
| 2007年 | 今日からマ王! R                   | 喬林知         | 角川ビーンズ文庫         | スタジオディーン        |
| 2007年 | ストレイト・ジャケット            | 榊一郎         | 富士見ファンタジア文庫   | feel.                   |
| 2009年 | 灼眼のシャナS                     | 高橋弥七郎     | 電撃文庫                 | J.C.STAFF               |
| 2009年 | かのこん 大謝肉祭                 | 西野かつみ     | MF文庫J                  | XEBEC                   |

### 2010年代(OVA)
| 年     | 作品名                                                    | 原作者                                       | レーベル               | 制作会社               |
| ------ | --------------------------------------------------------- | -------------------------------------------- | ---------------------- | ---------------------- |
| 2010年 | 機動戦士ガンダムUC                                        | 福井晴敏                                     | 角川コミックス・エース | サンライズ             |
| 2010年 | 這いよる! ニャルアニ                                      | 逢空万太                                     | GA文庫                 | DLE                    |
| 2010年 | “文学少女”メモワール                                      | 野村美月                                     | ファミ通文庫           | Production I.G         |
| 2011年 | バカとテストと召喚獣 祭                                   | 井上堅二                                     | ファミ通文庫           | SILVER LINK.           |
| 2011年 | あそびにいくヨ!OVAすぺしゃる                              | 神野オキナ                                   | MF文庫J                | AIC PLUS+              |
| 2011年 | IS 〈インフィニット・ストラトス〉 アンコール              | 弓弦イズル                                   | MF文庫J                | エイトビット           |
| 2012年 | 乃木坂春香の秘密 ふぃな〜れ♪                              | 五十嵐雄策                                   | 電撃文庫               | ディオメディア         |
| 2012年 | 僕は友達が少ない あどおんでぃすく                         | 平坂読                                       | MF文庫J                | AIC Build              |
| 2013年 | OVAの中に1人、妹がいる!                                   | 田口一                                       | MF文庫J                | Studio五組             |
| 2014年 | みツわの                                                  | 松本逸暉                                     | 講談社BOX              | ZEXCS                  |
| 2014年 | IS 〈インフィニット・ストラトス〉2 OVA ワールド・パージ編 | 弓弦イズル                                   | オーバーラップ文庫     | エイトビット           |
| 2014年 | BROTHERS CONFLICT                                         | 叶瀬あつこ（企画・原案）水野隆志（シナリオ） | シルフコミックス       | ブレインズ・ベース     |
| 2015年 | 這いよれ! ニャル子さんF                                   | 逢空万太                                     | GA文庫                 | XEBEC                  |
| 2015年 | ストライク・ザ・ブラッド（第一期）                        | 三雲岳斗                                     | 電撃文庫               | SILVER LINK. / CONNECT |
| 2016年 | クラゲの食堂                                              | アオヤマミヤコ                               | 講談社BOX              | ZEXCS                  |
| 2016年 | クビキリサイクル 青色サヴァンと戯言遣い                   | 西尾維新                                     | 講談社ノベルス         | シャフト               |
| 2016年 | 「英雄」解体                                              | 小山恭平                                     | 講談社BOX              | ZEXCS                  |
| 2016年 | ストライク・ザ・ブラッドII（第二期）                      | 三雲岳斗                                     | 電撃文庫               | SILVER LINK. / CONNECT |
| 2016年 | ダンジョンに出会いを求めるのは間違っているだろうか OVA    | 大森藤ノ                                     | GA文庫                 | J.C.STAFF              |
| 2018年 | 新妹魔王の契約者 DEPARTURES                               | 上栖綴人                                     | 角川スニーカー文庫     | プロダクションアイムズ |
| 2018年 | ストライク・ザ・ブラッドIII（第三期）                     | 三雲岳斗                                     | 電撃文庫               | SILVER LINK. / CONNECT |
| 2019年 | エロマンガ先生 OVA                                        | 伏見つかさ                                   | 電撃文庫               | A-1 Pictures           |
| 2019年 | Re:ゼロから始める異世界生活 Memory Snow                   | 長月達平                                     | MF文庫J                | WHITE FOX              |
| 2019年 | 銀河英雄伝説 Die Neue These 星乱                          | 田中芳樹                                     | 創元SF文庫             | Production I.G         |

### 2020年代(OVA)
| 年     | 作品名                                                    | 原作者             | レーベル               | 制作会社       |
| ------ | --------------------------------------------------------- | ------------------ | ---------------------- | -------------- |
| 2020年 | ストライク・ザ・ブラッド スペシャルOVA                    | 三雲岳斗           | 電撃文庫               | CONNECT        |
| 2020年 | ダンジョンに出会いを求めるのは間違っているだろうかII OVA  | 大森藤ノ           | GA文庫                 | J.C.STAFF      |
| 2020年 | 通常攻撃が全体攻撃で二回攻撃のお母さんは好きですか? OVA   | 井中だちま         | 富士見ファンタジア文庫 | J.C.STAFF      |
| 2020年 | Re:ゼロから始める異世界生活 氷結の絆                      | 長月達平           | MF文庫J                | WHITE FOX      |
| 2020年 | ストライク・ザ・ブラッドIV（第四期）                      | 三雲岳斗           | 電撃文庫               | CONNECT        |
| 2020年 | ゴブリンスレイヤー -GOBLIN'S CROWN-                       | 蝸牛くも           | GA文庫                 | WHITE FOX      |
| 2020年 | 俺を好きなのはお前だけかよ〜俺たちのゲームセット〜        | 駱駝               | 電撃文庫               | CONNECT        |
| 2021年 | デート・ア・バレット                                      | 東出祐一郎、橘公司 | 富士見ファンタジア文庫 | GEEKTOYS       |
| 2021年 | ダンジョンに出会いを求めるのは間違っているだろうかIII OVA | 大森藤ノ           | 電撃文庫               | J.C.STAFF      |
| 2022年 | ストライク・ザ・ブラッドFINAL（第五期）                   | 三雲岳斗           | 電撃文庫               | CONNECT        |
| 2022年 | 銀河英雄伝説 Die Neue These 激突                          | 田中芳樹           | 創元SF文庫             | Production I.G |
| 2023年 | 銀河英雄伝説 Die Neue These 策謀                          | 田中芳樹           | 創元SF文庫             | Production I.G |

### 書籍限定版のOVA
| 年     | 作品名                                                        | 原作者       | レーベル               | 制作会社                 |
| ------ | ------------------------------------------------------------- | ------------ | ---------------------- | ------------------------ |
| 2009年 | 狼と香辛料 狼と琥珀色の憂鬱                                   | 支倉凍砂     | 電撃文庫               | ブレインズ・ベース       |
| 2009年 | 電波的な彼女                                                  | 片山憲太郎   | スーパーダッシュ文庫   | ブレインズ・ベース       |
| 2009年 | 電波的な彼女 〜幸福ゲーム〜                                   | 片山憲太郎   | スーパーダッシュ文庫   | ブレインズ・ベース       |
| 2009年 | “文学少女”今日のおやつ(初恋)                                  | 野村美月     | ファミ通文庫           | Production I.G           |
| 2010年 | 紅 kurenai                                                    | 片山憲太郎   | スーパーダッシュ文庫   | ブレインズ・ベース       |
| 2011年 | これはゾンビですか? 第一期第13話                              | 木村心一     | 富士見ファンタジア文庫 | スタジオディーン         |
| 2011年 | 僕は友達が少ない 第0話                                        | 平坂読       | MF文庫J                | AIC Build                |
| 2011年 | いつか天魔の黒ウサギ 第13話                                   | 鏡貴也       | 富士見ファンタジア文庫 | ゼクシズ                 |
| 2011年 | R-15 #すぺしゃる                                              | 伏見ひろゆき | 角川スニーカー文庫     | AIC                      |
| 2012年 | 乙女なでしこ恋手帖                                            | 深山くのえ   | ルルル文庫             | Softgarage               |
| 2012年 | これはゾンビですか? 第二期 第0話                              | 木村心一     | 富士見ファンタジア文庫 | スタジオディーン         |
| 2012年 | ダンタリアンの書架 第15話                                     | 三雲岳斗     | 角川スニーカー文庫     | GAINAX                   |
| 2012年 | ハイスクールD×D 第13話                                        | 石踏一榮     | 富士見ファンタジア文庫 | ティー・エヌ・ケー       |
| 2012年 | これはゾンビですか? 第二期 第11話                             | 木村心一     | 富士見ファンタジア文庫 | スタジオディーン         |
| 2013年 | だから僕は、Hができない。 第13話                              | 橘ぱん       | 富士見ファンタジア文庫 | feel.                    |
| 2013年 | ハイスクールD×D 第14話                                        | 石踏一榮     | 富士見ファンタジア文庫 | ティー・エヌ・ケー       |
| 2013年 | パパのいうことを聞きなさい! 男女8人夏物語                     | 松智洋       | スーパーダッシュ文庫   | feel.                    |
| 2013年 | アークIX                                                      | 安井健太郎   | 講談社ラノベ文庫       | フッズエンタテインメント |
| 2013年 | 問題児たちが異世界から来るそうですよ? 第11話                  | 竜ノ湖太郎   | 角川スニーカー文庫     | ディオメディア           |
| 2013年 | 生徒会の一存 Lv.2 EX                                          | 葵せきな     | 富士見ファンタジア文庫 | AIC                      |
| 2013年 | デート・ア・ライブ 第13話                                     | 橘公司       | 富士見ファンタジア文庫 | AIC PLUS+                |
| 2014年 | 勇者になれなかった俺はしぶしぶ就職を決意しました。 第13話     | 左京潤       | 富士見ファンタジア文庫 | アスリード               |
| 2014年 | 俺の脳内選択肢が、学園ラブコメを全力で邪魔している 第11話     | 春日部タケル | 角川スニーカー文庫     | ディオメディア           |
| 2014年 | 彼女がフラグをおられたら 第14話                               | 竹井10日     | 講談社ラノベ文庫       | フッズエンタテインメント |
| 2015年 | ハイスクールD×D NEW 第13話                                    | 石踏一榮     | 富士見ファンタジア文庫 | ティー・エヌ・ケー       |
| 2015年 | 棺姫のチャイカ                                                | 榊一郎       | 富士見ファンタジア文庫 | ボンズ                   |
| 2015年 | パパのいうことを聞きなさい! 〜異人たちとの春〜                | 松智洋       | スーパーダッシュ文庫   | feel.                    |
| 2015年 | 新妹魔王の契約者 第13話                                       | 上栖綴人     | 角川スニーカー文庫     | プロダクションアイムズ   |
| 2015年 | ハイスクールD×D BorN 第13話                                   | 石踏一榮     | 富士見ファンタジア文庫 | ティー・エヌ・ケー       |
| 2016年 | 新妹魔王の契約者 BURST 第11話                                 | 上栖綴人     | 角川スニーカー文庫     | プロダクションアイムズ   |
| 2016年 | 空戦魔導士候補生の教官 第13話                                 | 諸星悠       | 富士見ファンタジア文庫 | ディオメディア           |
| 2016年 | この素晴らしい世界に祝福を! 第11話                            | 暁なつめ     | 角川スニーカー文庫     | スタジオディーン         |
| 2017年 | この素晴らしい世界に祝福を!2 第11話                           | 暁なつめ     | 角川スニーカー文庫     | スタジオディーン         |
| 2019年 | 転生したらスライムだった件 外伝：Mの悲劇?                     | 伏瀬         | GCノベルズ             | エイトビット             |
| 2019年 | 転生したらスライムだった件 外伝：HEY!尻!                      | 伏瀬         | GCノベルズ             | エイトビット             |
| 2020年 | 本好きの下剋上 外伝                                           | 香月美夜     | TOブックス             | 亜細亜堂                 |
| 2020年 | 転生したらスライムだった件 外伝：リムルの華麗な教師生活       | 伏瀬         | GCノベルズ             | エイトビット             |
| 2021年 | 乙女ゲームの破滅フラグしかない悪役令嬢に転生してしまった… OVA | 山口悟       | 一迅社文庫アイリス     | SILVER LINK.             |
| 2022年 | ありふれた職業で世界最強 幻の冒険と奇跡の邂逅                 | 白米良       | オーバーラップ文庫     | asread.                  |

### ゲーム限定版のOVA
| 年     | 作品名                                      | 原作者   | レーベル   | 制作会社           |
| ------ | ------------------------------------------- | -------- | ---------- | ------------------ |
| 2012年 | アクセル・ワールド#EX01 Reverberation；残響 | 川原礫   | 電撃文庫   | サンライズ         |
| 2013年 | アクセル・ワールド#EX02 Vacation;温泉       | 川原礫   | 電撃文庫   | サンライズ         |
| 2013年 | ロウきゅーぶ! 智花のいちごサンデー          | 蒼山サグ | 電撃文庫   | project No.9       |
| 2013年 | やはり俺の青春ラブコメはまちがっている。    | 渡航     | ガガガ文庫 | ブレインズ・ベース |
| 2016年 | やはり俺の青春ラブコメはまちがっている。続  | 渡航     | ガガガ文庫 | feel.              |
| 2023年 | やはり俺の青春ラブコメはまちがっている。完  | 渡航     | ガガガ文庫 | feel.              |

## インターネット上でのアニメ
動画サイトやスマートフォンアプリでのみ公開されたアニメ、インターネットでの宣伝用の短いアニメ、等

### 定期配信されたアニメ
| 年     | 作品名                                                                  | 原作者                                               | レーベル           | 制作会社              |
| ------ | ----------------------------------------------------------------------- | ---------------------------------------------------- | ------------------ | --------------------- |
| 2011年 | 俺の妹がこんなに可愛いわけがない TRUE ROUTE（テレビ版第一期未放送続編） | 伏見つかさ                                           | 電撃文庫           | AIC Build             |
| 2013年 | 俺の妹がこんなに可愛いわけがない。（テレビ版第二期未放送続編）          | 伏見つかさ                                           | 電撃文庫           | A-1 Pictures          |
| 2015年 | ニンジャスレイヤー                                                      | ブラッドレー・ボンド、フィリップ・ニンジャ・モーゼズ | エンターブレイン   | TRIGGER               |
| 2016年 | 暦物語                                                                  | 西尾維新                                             | 講談社BOX          | シャフト              |
| 2018年 | 異世界居酒屋〜古都アイテーリアの居酒屋のぶ                              | 蝉川夏哉                                             | 宝島社             | サンライズ            |
| 2018年 | あるゾンビ少女の災難                                                    | 池端亮                                               | 角川スニーカー文庫 | GONZO、スティングレイ |
| 2023年 | 転生したらスライムだった件 コリウスの夢                                 | 伏瀬                                                 | GCノベルズ         | エイトビット          |
| 2024年 | 〈物語〉シリーズ オフ&モンスターシーズン                                | 西尾維新                                             | 講談社BOX          | シャフト              |

### プロモーションアニメ
| 年     | 作品名                            | 原作者     | レーベル           | 制作会社                       |
| ------ | --------------------------------- | ---------- | ------------------ | ------------------------------ |
| 2010年 | 六畳間の侵略者!?                  | 健速       | HJ文庫             | シルバーリンク                 |
| 2011年 | 龍ヶ嬢七々々の埋蔵金              | 鳳乃一真   | ファミ通文庫       | A-1 Pictures                   |
| 2011年 | 武装中学生                        | 野島一成   | エンターブレイン   | アスリード、スタジオアールエフ |
| 2012年 | 魔法使いなら味噌を喰え!           | 澄守彩     | 講談社ラノベ文庫   | AIC                            |
| 2012年 | アニメ化企画進行中!?              | 我道カケユ | 講談社ラノベ文庫   | スノードロップ                 |
| 2012年 | 神楽日毬 街頭演説                 | 至道流星   | 星海社FICTIONS     | （不明）                       |
| 2013年 | 四百二十連敗ガール                | 桐山なると | ファミ通文庫       | TRIGGER                        |
| 2015年 | ようこそ実力至上主義の教室へ      | 衣笠彰梧   | MF文庫J            | Lerche                         |
| 2018年 | 教え子に脅迫されるのは犯罪ですか? | さがら総   | MF文庫J            | チップチューン                 |
| 2023年 | 戦闘城塞マスラヲ                  | 林トモアキ | 角川スニーカー文庫 | TROYCA、グラフィニカ           |

## 劇場版アニメ
初版刊行時にライトノベルとして発売されてはいないが、イラストが付いた作品も含まれる。
| 年     | 作品名                                                                   | 原作者         | レーベル               | 制作会社                             |
| ------ | ------------------------------------------------------------------------ | -------------- | ---------------------- | ------------------------------------ |
| 1983年 | クラッシャージョウ                                                       | 高千穂遙       | ソノラマ文庫           | 松竹富士                             |
| 1986年 | 扉を開けて                                                               | 新井素子       | コバルト文庫           | マジックバス                         |
| 1987年 | ダーティペア 劇場版                                                      | 高千穂遙       | ハヤカワ文庫JA         | 日本サンライズ                       |
| 1988年 | 銀河英雄伝説 わが征くは星の大海                                          | 田中芳樹       | 徳間ノベルズ           | 徳間書店                             |
| 1990年 | 殺人切符は❤色                                                            | 山浦弘靖       | コバルト文庫           | 日本映像                             |
| 1990年 | 愛と剣のキャメロット まんが家マリナ タイムスリップ事件                   | 藤本ひとみ     | コバルト文庫           | 葦プロダクション                     |
| 1990年 | 風の名はアムネジア                                                       | 菊地秀行       | ソノラマ文庫           | マッドハウス                         |
| 1991年 | 月光のピアス ユメミと銀のバラ騎士団                                      | 藤本ひとみ     | コバルト文庫           | スタジオぴえろ                       |
| 1992年 | 風の大陸                                                                 | 竹河聖         | 富士見ファンタジア文庫 | IGタツノコ                           |
| 1993年 | 銀河英雄伝説 新たなる戦いの序曲                                          | 田中芳樹       | 徳間ノベルズ           | 徳間書店                             |
| 1995年 | スレイヤーズ                                                             | 神坂一         | 富士見ファンタジア文庫 | J.C.STAFF                            |
| 1995年 | はじまりの冒険者たち レジェンド・オブ・クリスタニア                      | 水野良         | 電撃文庫               | トライアングルスタッフ               |
| 1996年 | スレイヤーズRETURN                                                       | 神坂一         | 富士見ファンタジア文庫 | J.C.STAFF                            |
| 1997年 | スレイヤーズぐれえと                                                     | 神坂一         | 富士見ファンタジア文庫 | J.C.STAFF                            |
| 1998年 | MAZE☆爆熱時空 天変脅威の大巨人                                           | あかほりさとる | 角川スニーカー文庫     | J.C.STAFF                            |
| 1998年 | スレイヤーズごぅじゃす                                                   | 神坂一         | 富士見ファンタジア文庫 | J.C.STAFF                            |
| 2001年 | バンパイアハンターD                                                      | 菊地秀行       | ソノラマ文庫           | マッドハウス                         |
| 2001年 | スレイヤーズぷれみあむ                                                   | 神坂一         | 富士見ファンタジア文庫 | J.C.STAFF                            |
| 2005年 | キノの旅 -life goes on.-                                                 | 時雨沢恵一     | 電撃文庫               | A.C.G.T.                             |
| 2006年 | ブレイブ・ストーリー                                                     | 宮部みゆき     | 角川スニーカー文庫     | GONZO                                |
| 2006年 | 時をかける少女                                                           | 筒井康隆       | 角川文庫               | マッドハウス                         |
| 2007年 | 空の境界 第一章 俯瞰風景                                                 | 奈須きのこ     | 講談社ノベルス         | ufotable                             |
| 2007年 | 電撃文庫ムービーフェスティバル                                           | 項目参照       | 電撃文庫               | （項目参照）                         |
| 2007年 | 空の境界 第二章 殺人考察（前）                                           | 奈須きのこ     | 講談社ノベルス         | ufotable                             |
| 2008年 | 空の境界 第三章 痛覚残留                                                 | 奈須きのこ     | 講談社ノベルス         | ufotable                             |
| 2008年 | 空の境界 第四章 伽藍の洞                                                 | 奈須きのこ     | 講談社ノベルス         | ufotable                             |
| 2008年 | 空の境界 第五章 矛盾螺旋                                                 | 奈須きのこ     | 講談社ノベルス         | ufotable                             |
| 2008年 | 空の境界 第六章 忘却録音                                                 | 奈須きのこ     | 講談社ノベルス         | ufotable                             |
| 2009年 | 空の境界 第七章 殺人考察（後）                                           | 奈須きのこ     | 講談社ノベルス         | ufotable                             |
| 2010年 | 涼宮ハルヒの消失                                                         | 谷川流         | 角川スニーカー文庫     | 京都アニメーション                   |
| 2010年 | 劇場版“文学少女”                                                         | 野村美月       | ファミ通文庫           | Production I.G                       |
| 2010年 | ルー=ガルー                                                              | 京極夏彦       | 講談社ノベルス         | Production I.G、トランス・アーツ     |
| 2010年 | マルドゥック・スクランブル 圧縮                                          | 冲方丁         | ハヤカワ文庫JA         | GoHands                              |
| 2010年 | 空の境界 終章/空の境界                                                   | 奈須きのこ     | 講談社ノベルス         | ufotable                             |
| 2011年 | マルドゥック・スクランブル 燃焼                                          | 冲方丁         | ハヤカワ文庫JA         | GoHands                              |
| 2011年 | とある飛空士への追憶                                                     | 犬村小六       | ガガガ文庫             | トムス・エンタテインメント           |
| 2012年 | マルドゥック・スクランブル 排気                                          | 冲方丁         | ハヤカワ文庫JA         | GoHands                              |
| 2013年 | 劇場版 とある魔術の禁書目録 -エンデュミオンの奇蹟-                       | 鎌池和馬       | 電撃文庫               | J.C.STAFF                            |
| 2013年 | アルヴ・レズル -機械仕掛けの妖精たち-                                    | 山口優         | 講談社BOX              | ZEXCS                                |
| 2013年 | AURA 〜魔竜院光牙最後の闘い〜                                            | 田中ロミオ     | ガガガ文庫             | AIC ASTA                             |
| 2013年 | 空の境界 俯瞰風景3D                                                      | 奈須きのこ     | 講談社ノベルス         | ufotable                             |
| 2013年 | 空の境界 未来福音                                                        | 奈須きのこ     | 星海社文庫             | ufotable                             |
| 2013年 | 小鳥遊六花・改 〜劇場版 中二病でも恋がしたい!〜                          | 虎虎           | KAエスマ文庫           | 京都アニメーション                   |
| 2014年 | モーレツ宇宙海賊 ABYSS OF HYPERSPACE -亜空の深淵-                        | 笹本祐一       | 朝日ノベルズ           | サテライト                           |
| 2015年 | 劇場版 境界の彼方 -I'LL BE HERE-                                         | 鳥居なごむ     | KAエスマ文庫           | 京都アニメーション                   |
| 2015年 | 劇場版デート・ア・ライブ 万由里ジャッジメント                            | 橘公司         | 富士見ファンタジア文庫 | プロダクションアイムズ               |
| 2015年 | ハーモニー                                                               | 伊藤計劃       | ハヤカワ文庫JA         | STUDIO 4℃                            |
| 2015年 | 映画 ハイ☆スピード！-Free! Starting Days-                                | おおじこうじ   | KAエスマ文庫           | 京都アニメーション、アニメーションDo |
| 2016年 | 傷物語 I 鉄血篇                                                          | 西尾維新       | 講談社BOX              | シャフト                             |
| 2016年 | アクセル・ワールド INFINITE∞BURST                                        | 川原礫         | 電撃文庫               | サンライズ                           |
| 2016年 | 傷物語 II 熱血篇                                                         | 西尾維新       | 講談社BOX              | シャフト                             |
| 2016年 | カゲロウデイズ-in a day's-                                               | じん           | KCG文庫                | JUMONJI                              |
| 2017年 | 虐殺器官                                                                 | 伊藤計劃       | ハヤカワ文庫JA         | ジェノスタジオ                       |
| 2017年 | 傷物語 III 冷血篇                                                        | 西尾維新       | 講談社BOX              | シャフト                             |
| 2017年 | 劇場版 ソードアート・オンライン -オーディナル・スケール-                 | 川原礫         | 電撃文庫               | A-1 Pictures                         |
| 2017年 | 劇場版総集編 オーバーロード 不死者の王                                   | 丸山くがね     | エンターブレイン       | マッドハウス                         |
| 2017年 | 劇場版総集編 オーバーロード 漆黒の英雄                                   | 丸山くがね     | エンターブレイン       | マッドハウス                         |
| 2017年 | 劇場版 Free!-Timeless Medley- 絆                                         | おおじこうじ   | KAエスマ文庫           | 京都アニメーション、アニメーションDo |
| 2017年 | 劇場版 魔法科高校の劣等生 星を呼ぶ少女                                   | 佐島勤         | 電撃文庫               | エイトビット                         |
| 2017年 | 劇場版 Free!-Timeless Medley- 約束                                       | おおじこうじ   | KAエスマ文庫           | 京都アニメーション、アニメーションDo |
| 2017年 | ノーゲーム・ノーライフ ゼロ                                              | 榎宮祐         | MF文庫J                | マッドハウス                         |
| 2017年 | 特別版 Free!-Take Your Marks-                                            | おおじこうじ   | KAエスマ文庫           | 京都アニメーション、アニメーションDo |
| 2018年 | 映画 中二病でも恋がしたい！ -Take On Me-                                 | 虎虎           | KAエスマ文庫           | 京都アニメーション                   |
| 2019年 | 劇場版 幼女戦記                                                          | カルロ・ゼン   | エンターブレイン       | NUT                                  |
| 2019年 | 劇場版 ダンジョンに出会いを求めるのは間違っているだろうか -オリオンの矢- | 大森藤ノ       | GA文庫                 | J.C.STAFF                            |
| 2019年 | 青春ブタ野郎はゆめみる少女の夢を見ない                                   | 鴨志田一       | 電撃文庫               | CloverWorks                          |
| 2019年 | 映画 この素晴らしい世界に祝福を!紅伝説                                   | 暁なつめ       | 角川スニーカー文庫     | J.C.STAFF                            |
| 2019年 | ヴァイオレット・エヴァーガーデン 外伝 -永遠と自動手記人形-               | 暁佳奈         | KAエスマ文庫           | 京都アニメーション                   |
| 2019年 | 冴えない彼女の育てかた Fine                                              | 丸戸史明       | 富士見ファンタジア文庫 | CloverWorks                          |
| 2020年 | 劇場版 ヴァイオレット・エヴァーガーデン                                  | 暁佳奈         | KAエスマ文庫           | 京都アニメーション                   |
| 2021年 | 機動戦士ガンダム 閃光のハサウェイ                                        | 富野由悠季     | 角川スニーカー文庫     | サンライズ                           |
| 2021年 | 劇場版 ソードアート・オンライン プログレッシブ 星なき夜のアリア          | 川原礫         | 電撃文庫               | A-1 Pictures                         |
| 2022年 | 劇場版ツルネ -はじまりの一射-                                            | 綾野ことこ     | KAエスマ文庫           | 京都アニメーション                   |
| 2022年 | 夏へのトンネル、さよならの出口                                           | 八目迷         | ガガガ文庫             | CLAP                                 |
| 2022年 | 劇場版 ソードアート・オンライン -プログレッシブ- 冥き夕闇のスケルツォ    | 川原礫         | 電撃文庫               | A-1 Pictures                         |
| 2022年 | 劇場版 転生したらスライムだった件 紅蓮の絆編                             | 伏瀬           | GCノベルズ             | エイトビット                         |
| 2023年 | 青春ブタ野郎はおでかけシスターの夢を見ない                               | 鴨志田一       | 電撃文庫               | CloverWorks                          |
| 2023年 | 青春ブタ野郎はランドセルガールの夢を見ない                               | 鴨志田一       | 電撃文庫               | CloverWorks                          |
| 2023年 | 劇場版 乙女ゲームの破滅フラグしかない悪役令嬢に転生してしまった…         | 山口悟         | 一迅社文庫アイリス     | SILVER LINK.                         |
| 2024年 | 劇場版 オーバーロード 聖王国編                                           | 丸山くがね     | エンターブレイン       | マッドハウス                         |

## 作品数の推移

### 1980〜90年代
ライトノベル原作と認識されているアニメ化は1980年代より存在し、劇場版アニメであれば「クラッシャージョウ」、テレビアニメ化を基準とするならば「ダーティペア」がそうだと言える。
その後、OVAを中心にしたアニメ化企画が増え、ライトノベル原作作品も、当時デッキ共に普及していたレンタルビデオ向けや、OVAを購入するアニメファンをターゲットに制作が行われた。その中心となったのが、「ダーティペア」「銀河英雄伝説」「ロードス島戦記」シリーズである。
その後、1990年代後半に入り、第一次ライトノベル原作ブームが起こる。「スレイヤーズ」「セイバーマリオネットJ」「魔術士オーフェン」などの作品が、テレビアニメ・OVAとしてシリーズ化され、大きな人気を得た。

### 2000年代
2000年代前半に入って、上記の人気シリーズが終了し、一度ブームは沈静化する。しかし、この頃には集英社からスーパーダッシュ文庫、角川書店からは角川ビーンズ文庫、メディアファクトリーのMF文庫Jなどが創刊され、ライトノベル市場をにぎわせていると共にアニメ化される作品の種が撒かれた。
2000年代後半になり、突如としてライトノベル原作のアニメが数多く扱われようになり、「涼宮ハルヒの憂鬱」「灼眼のシャナ」「ゼロの使い魔」などの作品がアニメーション化によりシリーズ化・映画化され人気を得て、第二次ライトノベル原作ブームとなる。この原因として、下記のような理由が挙げられる。
アニメ枠自体の増加
1990年代前半までは3-4クール（3-4四半期）だったところが、1990年代後半からは2クール、2000年代からは1クール中心へとシフトし、アニメ放映枠が急増したこと。それに伴って、作品の新規開拓にライトノベルというジャンルが目を付けられたこと。2000年代以降からアニメの深夜枠の放送が増えたことも要因といえよう。
執筆が早い
漫画原作の場合、相当量の原作ストックがないとアニメが漫画原作の連載に追いついてしまい、途中から原作を無視したオリジナル展開や引き伸ばし策を取らざるをえない。ライトノベルであれば年に3巻以上を出すこともあり、制作スケジュールを立てやすく作品の質を維持しやすいこと。
原作側の同意が得られやすい
漫画原作の場合、アニメの質が低かったり、アニメ放映が終了すると原作の人気に関わるため敬遠されている面もあり、アニメ化の同意を得るまでに時間がかかる。ライトノベルであれば、アニメが不人気だった場合に比較的に作品を終了させやすく、新作での仕切りなおしができること。
発売されるレーベル数
新規に創刊されるレーベルが2000年代後半からさらに増加。ソフトバンククリエイティブのGA文庫、小学館のガガガ文庫の創刊が筆頭にあげられる。
2010年代にいたるまでこのように年間に製作されるライトノベル原作作品は増加の一途を辿った。特筆するならば、かねてからアニメーション化された作品は企業との提携がされていたものの、より一層タイアップが行われる数が増しており、「化物語」「とある魔術の禁書目録」といった作品が代表にあげれる。

### 2010年代
2013年をピークにアニメ化自体は一度、頭打ちになったが、オンライン小説を出自とするライトノベルのアニメ化が増加したことにより、2010年代後半でも一定数のアニメの本数を維持している。特に小説家になろうの投稿小説が顕著である。
作品発表のスタイルも、インターネット上のストリーミング配信のみのものが加わった。

### 2020年代
2020年は新型コロナウイルス感染症流行の影響を受けて、テレビアニメが続々と放送延期になり、ライトノベルのアニメ化作品も例外ではなかったため、本来の放送時期からずれた関係で、この年の作品数は予定数より減少した。
2023年にはノベライズや未書籍化作品を除いてもライトノベル原作のテレビアニメは60本に迫っており、レーベルや原作自体の刊行点数、コミカライズの増加とあわせて、アニメ化も右肩上がりとなっているように見える。一説では、アニメ業界の流れにも大きく影響を受けていると言われ、アニメの制作現場では、オリジナル作品よりも原作付きの作品が求められていて、成功と失敗、リスクとリターンを秤にかけた上でアニメ化の企画を通す判断も多いようである。

### 作品数の推移
| ライトノベル作品のアニメ化の推移                                                     | ライトノベル作品のアニメ化の推移 | ライトノベル作品のアニメ化の推移 | ライトノベル作品のアニメ化の推移 | ライトノベル作品のアニメ化の推移 | ライトノベル作品のアニメ化の推移 |
| ------------------------------------------------------------------------------------ | -------------------------------- | -------------------------------- | -------------------------------- | -------------------------------- | -------------------------------- |
| 1983年                                                                               | 0本                              | 0本                              | 1本                              | 0本                              |                                  |
| 1984年                                                                               | 0本                              | 0本                              | 0本                              | 0本                              |                                  |
| 1985年                                                                               | 1本                              | 2本                              | 0本                              | 0本                              |                                  |
| 1986年                                                                               | 0本                              | 1本                              | 1本                              | 0本                              |                                  |
| 1987年                                                                               | 0本                              | 2本                              | 1本                              | 0本                              |                                  |
| 1988年                                                                               | 0本                              | 3本                              | 1本                              | 0本                              |                                  |
| 1989年                                                                               | 0本                              | 4本                              | 0本                              | 0本                              |                                  |
| 1990年                                                                               | 0本                              | 4本                              | 3本                              | 0本                              |                                  |
| 1991年                                                                               | 0本                              | 3本                              | 1本                              | 0本                              |                                  |
| 1992年                                                                               | 0本                              | 2本                              | 1本                              | 0本                              |                                  |
| 1993年                                                                               | 2本                              | 4本                              | 1本                              | 0本                              |                                  |
| 1994年                                                                               | 0本                              | 4本                              | 0本                              | 0本                              |                                  |
| 1995年                                                                               | 1本                              | 2本                              | 2本                              | 0本                              |                                  |
| 1996年                                                                               | 2本                              | 5本                              | 1本                              | 0本                              |                                  |
| 1997年                                                                               | 3本                              | 2本                              | 1本                              | 0本                              |                                  |
| 1998年                                                                               | 5本                              | 2本                              | 2本                              | 0本                              |                                  |
| 1999年                                                                               | 5本                              | 3本                              | 0本                              | 0本                              |                                  |
| 2000年                                                                               | 3本                              | 1本                              | 0本                              | 0本                              |                                  |
| 2001年                                                                               | 3本                              | 3本                              | 2本                              | 0本                              |                                  |
| 2002年                                                                               | 4本                              | 0本                              | 0本                              | 0本                              |                                  |
| 2003年                                                                               | 6本                              | 1本                              | 0本                              | 0本                              |                                  |
| 2004年                                                                               | 3本                              | 1本                              | 0本                              | 0本                              |                                  |
| 2005年                                                                               | 8本                              | 3本                              | 1本                              | 0本                              |                                  |
| 2006年                                                                               | 18本                             | 3本                              | 2本                              | 0本                              |                                  |
| 2007年                                                                               | 11本                             | 3本                              | 3本                              | 0本                              |                                  |
| 2008年                                                                               | 18本                             | 0本                              | 4本                              | 0本                              |                                  |
| 2009年                                                                               | 18本                             | 2本                              | 1本                              | 0本                              |                                  |
| 2010年                                                                               | 14本                             | 3本                              | 5本                              | 0本                              |                                  |
| 2011年                                                                               | 20本                             | 3本                              | 2本                              | 1本                              |                                  |
| 2012年                                                                               | 25本                             | 2本                              | 1本                              | 0本                              |                                  |
| 2013年                                                                               | 33本                             | 1本                              | 6本                              | 1本                              |                                  |
| 2014年                                                                               | 28本                             | 3本                              | 1本                              | 0本                              |                                  |
| 2015年                                                                               | 27本                             | 2本                              | 4本                              | 1本                              |                                  |
| 2016年                                                                               | 20本                             | 5本                              | 4本                              | 1本                              |                                  |
| 2017年                                                                               | 23本                             | 0本                              | 10本                             | 0本                              |                                  |
| 2018年                                                                               | 25本                             | 2本                              | 1本                              | 2本                              |                                  |
| 2019年                                                                               | 23本                             | 3本                              | 6本                              | 0本                              |                                  |
| 2020年                                                                               | 19本                             | 7本                              | 1本                              | 0本                              |                                  |
| 2021年                                                                               | 37本                             | 2本                              | 2本                              | 0本                              |                                  |
| 2022年                                                                               | 33本                             | 2本                              | 4本                              | 0本                              |                                  |
| 2023年                                                                               | 64本                             | 1本                              | 3本                              | 1本                              |                                  |
| 2024年                                                                               | 64本                             | 0本                              | 1本                              | 1本                              |                                  |
| (緑) TV、(青) OVA、(赤) 映画、（水色）インターネット                                 |                                  |                                  |                                  |                                  |                                  |
| ※書籍・ゲームのおまけとして付属するOVAや、PVは除く ※放送中断作品と再開作品は別途換算 |                                  |                                  |                                  |                                  |                                  |